# Placa conmemorativa

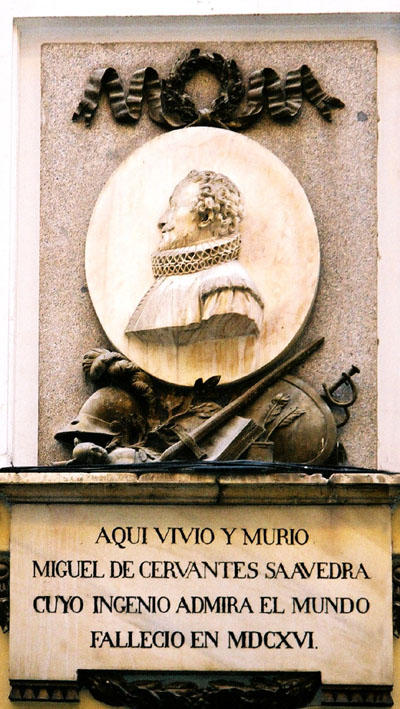
Placa en memoria del escritor Miguel de Cervantes en su casa de Madrid, obra del escultor Esteban de Ágreda (1834)

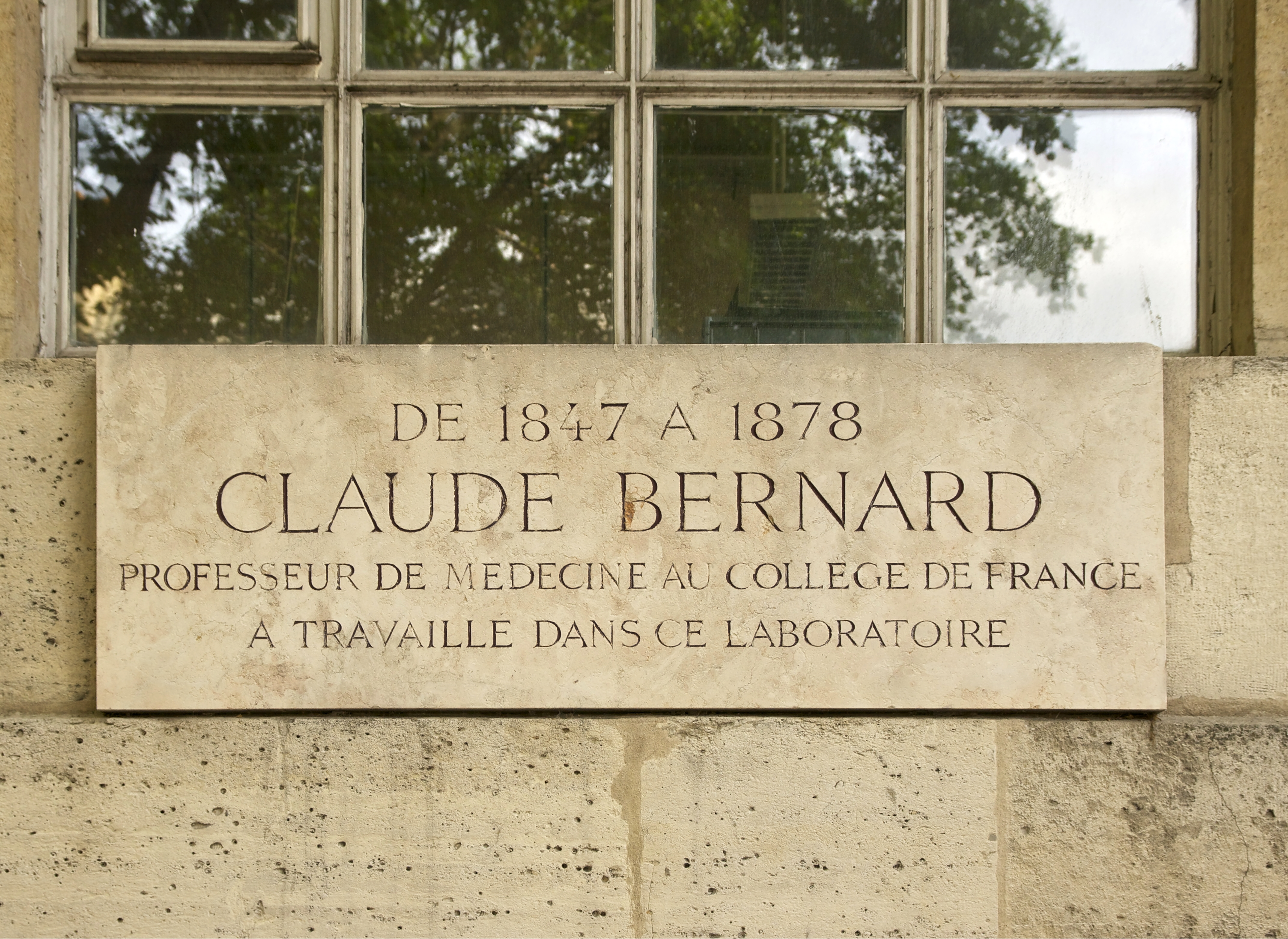
Placa en memoria de Claude Bernard, en el Collège de France en París, Francia

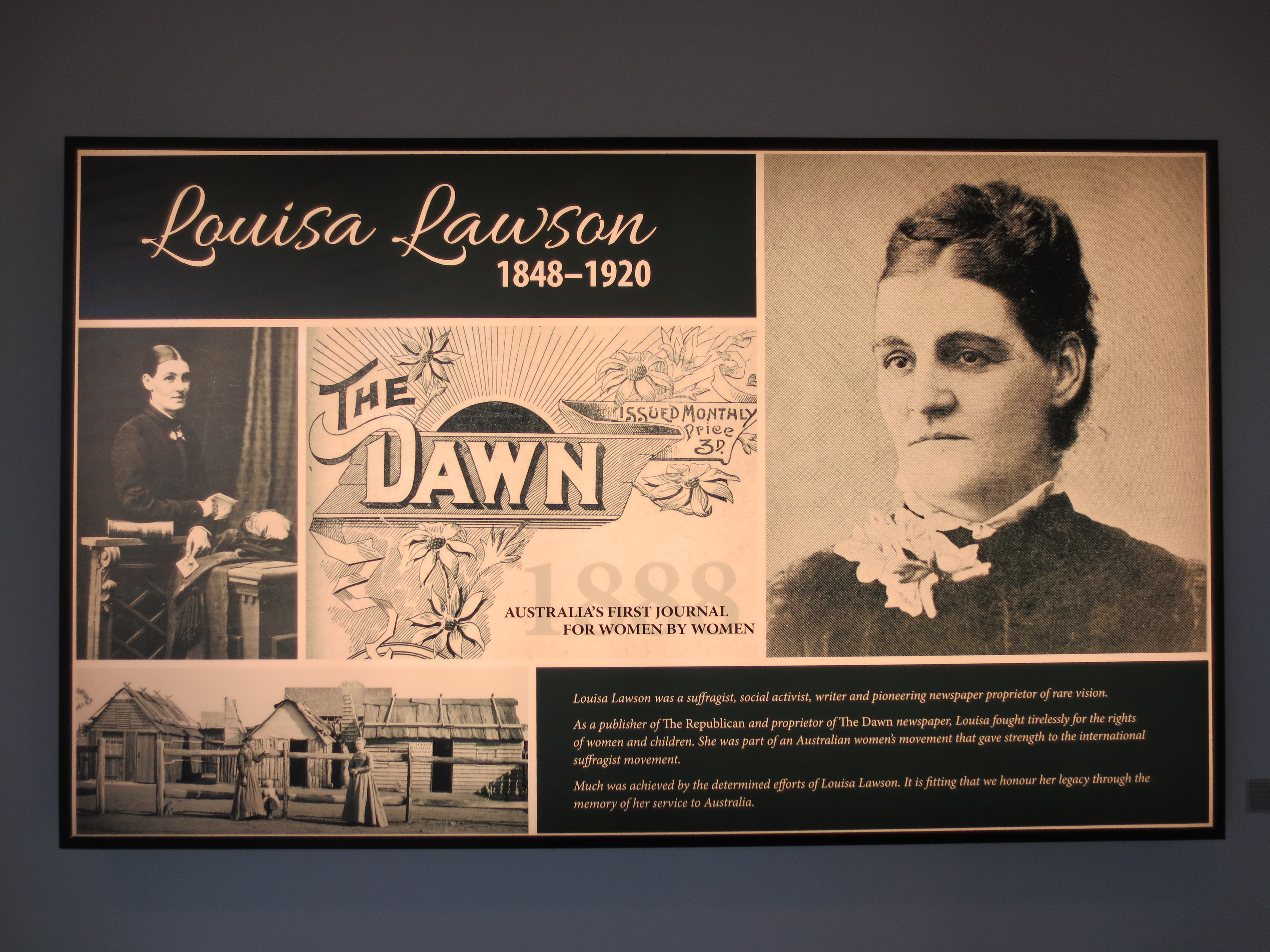
Un ejemplo de un panel ilustrado utilizado como placa conmemorativa

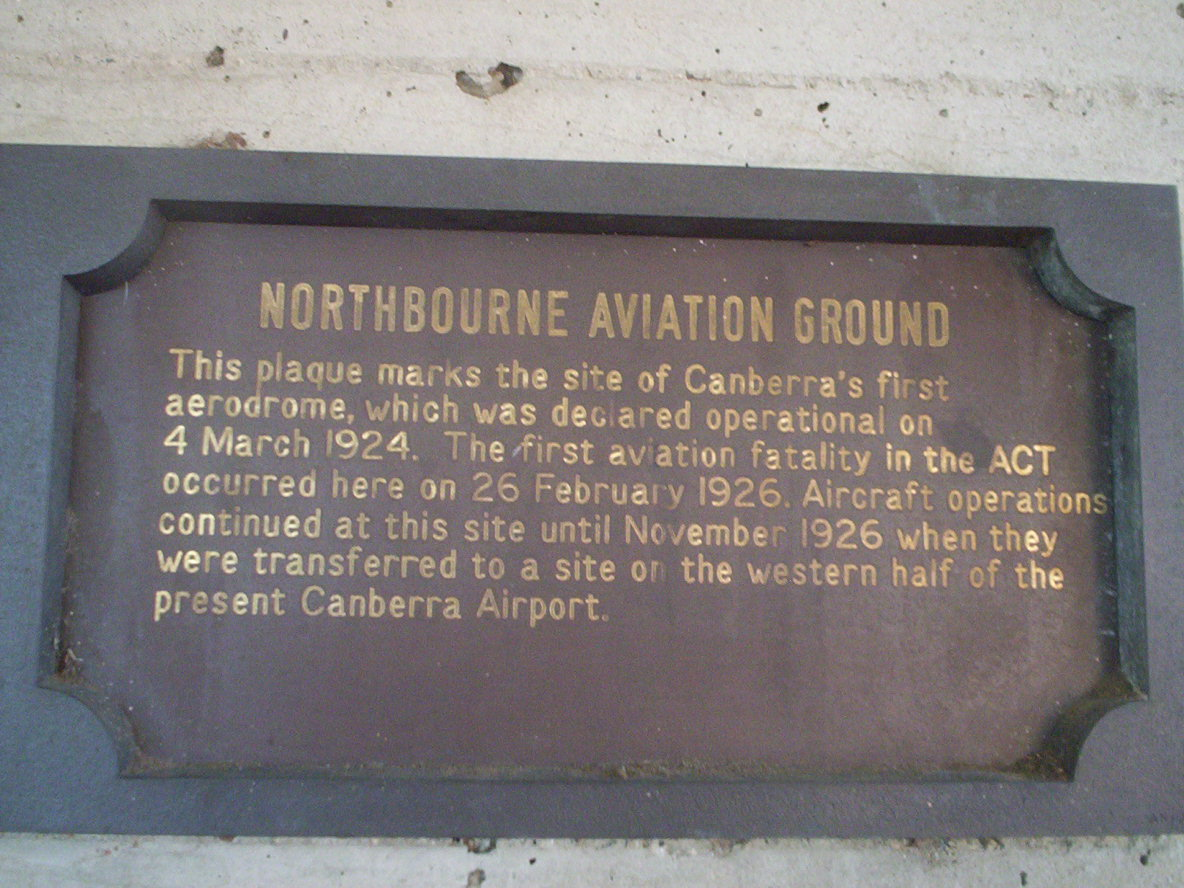
Esta señal colocada en Dickson, Territorio de la Capital Australiana, conmemora el establecimiento del primer aeródromo de Canberra y del primer siniestro sucedido allí en la década de 1920

Una placa conmemorativa (también denominada en algunos países marcador histórico o placa histórica) es una plancha de metal, cerámica, piedra, madera u otro material, normalmente adherido a una pared u otra superficie vertical, que contiene un texto o imagen en relieve (o ambos), con el fin de perpetuar la memoria de una o más personas, de un evento, de un uso anterior del lugar, o de alguna otra circunstancia.

## Visión general
Las placas conmemorativas son letreros permanentes instalados en lugares públicamente visibles, tales como edificios o monumentos, o en lugares con una especial significación histórica. Muchas placas y marcadores modernos se utilizan para asociar el lugar donde se instalan con la persona, evento o elemento conmemorado, señalándolo como un lugar digno de visitarse.
Por lo general, no se consideran estrictamente placas conmemorativas las lápidas que forman parte de monumentos funerarios (salvo que se hubiesen añadido a posteriori); las ligadas a grupos escultóricos; o aquellas inscripciones integradas en distintos tipos de edificios que dan cuenta directamente del origen de los mismos. En este sentido, las placas conmemorativas se pueden considerar elementos ajenos en sí mismos al lugar que señalan, condición que no cumplen los otros tipos de inscripciones comentadas.

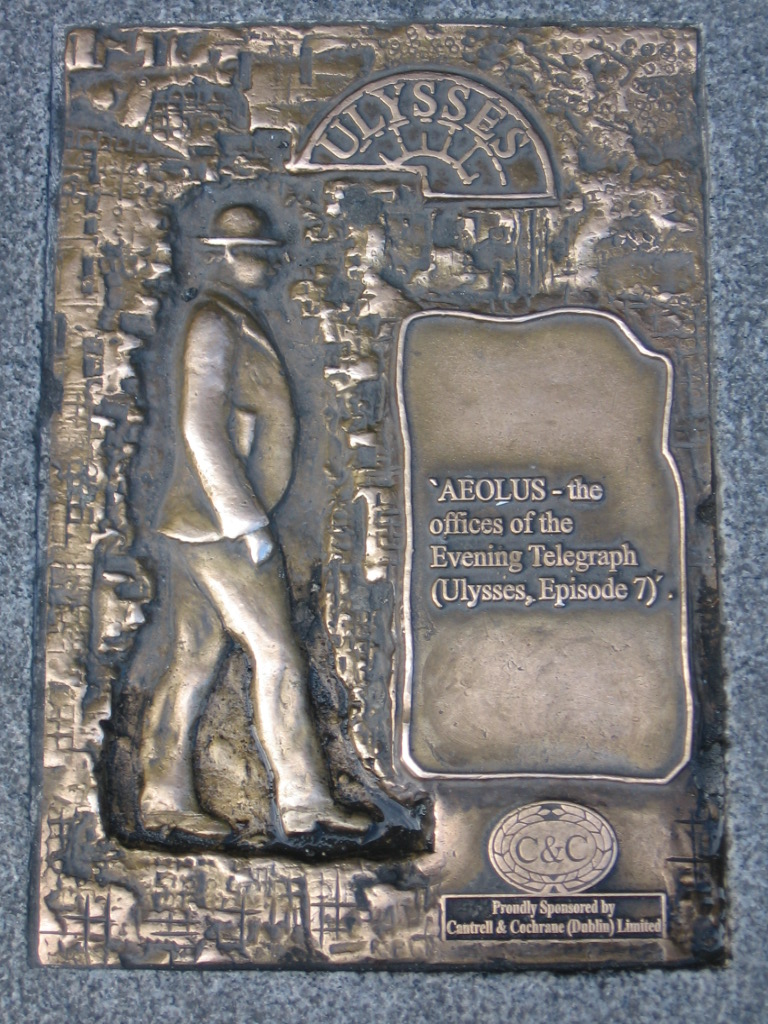
Placa que señala uno de los escenarios en Dublín de la novela Ulyses de James Joyce

Una figura intermedia son las placas con referencias a lugares relacionados con obras literarias célebres, tales como sucede con El Quijote de Miguel de Cervantes en España, o con el Ulyses de James Joyce en Dublín. Esta circunstancia es propiciada por el desarrollo de este tipo de relatos, en los que el hilo conductor de la trama es un viaje o un recorrido por un territorio o ciudad con escenarios perfectamente identificables. La señalización de estos itinerarios se potencia desde instituciones públicas y organismos privados para la promoción de actividades turísticas y culturales.
Las placas de bronce y de latón han sido y son un objetivo habitual de los ladrones, que revenden el metal a cambio de dinero en efectivo.

## Historia
Pueden encontrarse precedentes remotos a las placas conmemorativas en las inscripciones del antiguo Egipto, en las estelas de las culturas mesopotámicas y, sobre todo, en la época grecorromana, donde eran habituales los monumentos con textos en los que se hacía constar la fecha de construcción y el autor de los mismos. Algunos ejemplos conocidos de inscripciones romanas aparecen en el Panteón de Roma (donde figura el texto "M.AGRIPPA.L.F.COS.TERTIVM.FECIT", que significa "Marco Agrippa, hijo de Lucio, cónsul por tercera vez, lo construyó") o en el puente de Alcántara en España (donde se combinan inscripciones romanas originales con lápidas que datan de la época de los Reyes Católicos).
Así mismo, las placas conmemorativas están indirectamente relacionadas con tradiciones centenarias en Europa, como la colocación de escudos de armas esculpidos en todo tipo de edificaciones, o como la colocación de esculturas o grupos escultóricos conmemorativos de mandatarios, algo habitual desde la más remota antigüedad clásica, y que a partir del Renacimiento volvió a ser algo cada vez más habitual en numerosas ciudades. Otros elementos en ocasiones conectados con las placas conmemorativas son los carteles indicadores de los nombres de las calles, que en algunos casos incluyen textos y también imágenes alusivas al personaje al que hacen referencia.
Sin embargo, las placas conmemorativas modernas tienen su origen directo en el siglo XIX, cuando la sociedad civil en Europa tomó conciencia de la necesidad de dejar constancia para las generaciones futuras de la vinculación de determinados lugares de las ciudades con personajes, eventos, o hechos destacables. En este sentido, la placa conmemorativa se caracteriza por ser un elemento añadido a posteriori (y por lo tanto ajeno) al elemento al que hace referencia. Esta característica hace a las placas distintas de otros elementos epigráficos, que suelen tener una función principal no accesoria. Independientemente de la instalación incidental de placas conmemorativas en diversos lugares a comienzos del siglo XIX, la primera ciudad en formalizar la colocación de placas de una forma sistematizada fue Londres, que en 1866 se hizo eco de la iniciativa que se convertiría en el actual sistema de placas azules.
Mientras tanto, el hábito de colocar placas conmemorativas, tanto promovidas por organizaciones públicas como privadas, se extendió por todo el mundo, y a finales del siglo XIX y a comienzos del siglo XX, eran habituales este tipo de marcadores históricos, que con el paso del tiempo se han ido formalizando una vez que las entidades municipales se han ido encargando directamente de su gestión. Esta circunstancia ha hecho que en muchas ciudades convivan placas antiguas (normalmente de aspecto heterogéneo), con nuevas placas de aspecto uniforme y normalizado. Un ejemplo que refleja esta situación es la ciudad de Madrid en España, donde conviven las antiguas placas instaladas hasta el año 1990, con aquellas cuyo aspecto normalizó a partir de entonces el Ayuntamiento de la capital.

### Reino de Benín
El Reino de Benín, que floreció en la actual Nigeria entre los siglos XIII y XIX, tenía una tradición escultórica sumamente rica. Uno de los principales lugares de producción cultural del reino fue la elaborada corte ceremonial del Oba (rey divino) en el palacio de Benín. Entre la amplia gama de formas artísticas producidas en la corte se encontraban placas rectangulares de latón o bronce. Al menos una parte de estas placas, que fueron creadas principalmente entre los siglos XIII y XVI, conmemoran a personas y eventos importantes asociados con la corte de Oba, incluyendo los lugares escenario de importantes batallas durante el período expansivo de Benín del siglo XVI.

### Europa medieval
Las placas conmemorativas de latón o bronce se produjeron en toda la Europa medieval desde al menos principios del siglo XIII hasta el XVI como una forma de arte funerario. Generalmente estaban insertadas en las paredes de las iglesias o en la superficie de las tumbas. Se conservan numerosos ejemplos, realizados con planchas de bronce o de latón, muy ocasionalmente coloreadas con esmaltes, y tienden a representar figuras convencionales con breves inscripciones.

### Época moderna

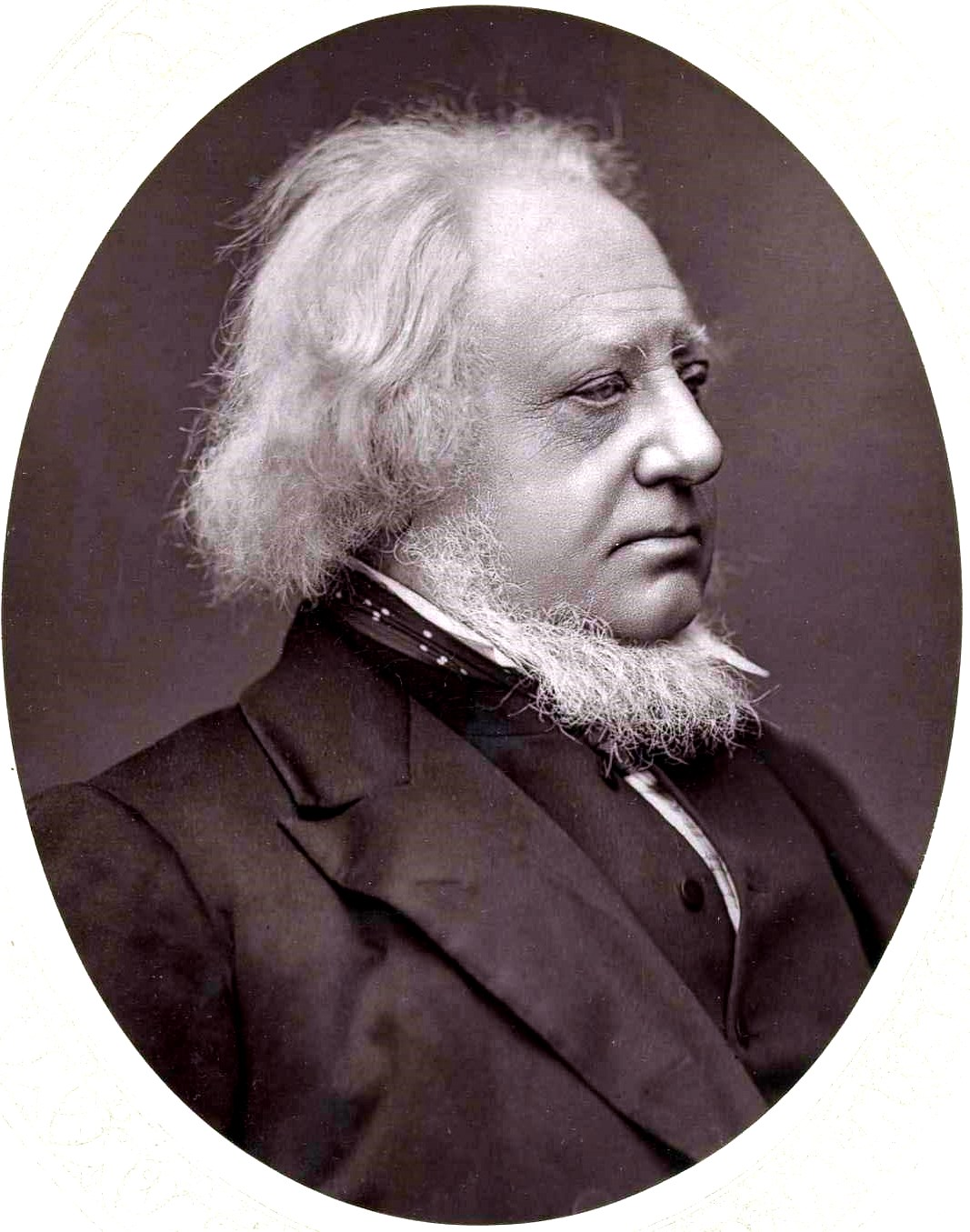
Sir Henry Cole contribuyó a establecer el primer plan de marcadores históricos en 1866

Las placas suelen señalar elementos patrimoniales relacionados con la preservación histórica, catalogados por agencias nacionales, como el Registro Nacional de Lugares Históricos (en Estados Unidos), la Fundación Nacional para Lugares de Interés Histórico o Belleza Natural (en el Reino Unido), An Taisce (en Irlanda), la Comisión Histórica Nacional de Filipinas (en Filipinas), o distintos ayuntamientos en diversos lugares de todo el mundo; así como distintos organismos públicos y privados de otros países.
Otros marcadores históricos son promovidos por organizaciones sin ánimo de lucro, empresas, asociaciones locales o particulares. Además de iniciativas ligadas a regiones geográficamente definidas (como por ejemplo, ciudades o regiones), también existen organizaciones como la Asociación de Ingenieros Mecánicos que mantienen un conjunto nacional de marcadores históricos que se ajustan a un tema determinado.
La Royal Society of Arts estableció en 1866 el primer plan en el mundo para la colocación de placas conmemorativas históricas. La iniciativa partió del político británico William Ewart y del funcionario Henry Cole. La primera placa se colocó en 1867 para conmemorar a Lord Byron en su lugar de nacimiento, en el 24 de Holles Street, Cavendish Square. El marcador histórico más antiguo que se conserva, conmemora a Napoleón III Bonaparte en King Street, St James's, y también se colocó en 1867.
El color original de las placas era azul, pero el fabricante Minton, Hollins & Co lo cambió a marrón chocolate para ahorrar costes. En 1901, la gestión de las placas pasó por primera vez a una autoridad del gobierno local: el Consejo del Condado de Londres.
Numerosas ciudades de todo el mundo, así como entidades gubernamentales y no gubernamentales, siguiendo la idea pionera de Londres, se encargan cada vez más de regular la colocación de este tipo de indicadores, que en muchos casos han pasado a considerarse un elemento más del mobiliario urbano.

## Algunas organizaciones que gestionan sistemas de placas conmemorativas
| - Deutsche Stiftung Denkmalschutz - Kulturdenkmal (Lugares del Patrimonio Nacional) - Bundesdenkmalamt - Institut du Patrimoine - Sitios históricos nacionales de Canadá - Monumentos nacionales de Chile - Ayuntamiento de Madrid - Ayuntamiento de Barcelona - National Trust for Historic Preservation - Registro Nacional de Lugares Históricos - California Register of Historical Resources - Comisión Histórica Nacional de Filipinas | - Monumento histórico de Francia - Monumentos declarados de Hong Kong - Fondo Ambiental Italiano - New Zealand Historic Places Trust - Rijksmonument - English Heritage en el Gran Londres - National Trust - National Monuments of Singapore - Kulturgüterschutz - o: Protection des biens culturels; Protección del patrimonio cultural en Suiza; o Protezione dei beni culturali |

## Ejemplos

### Alemania

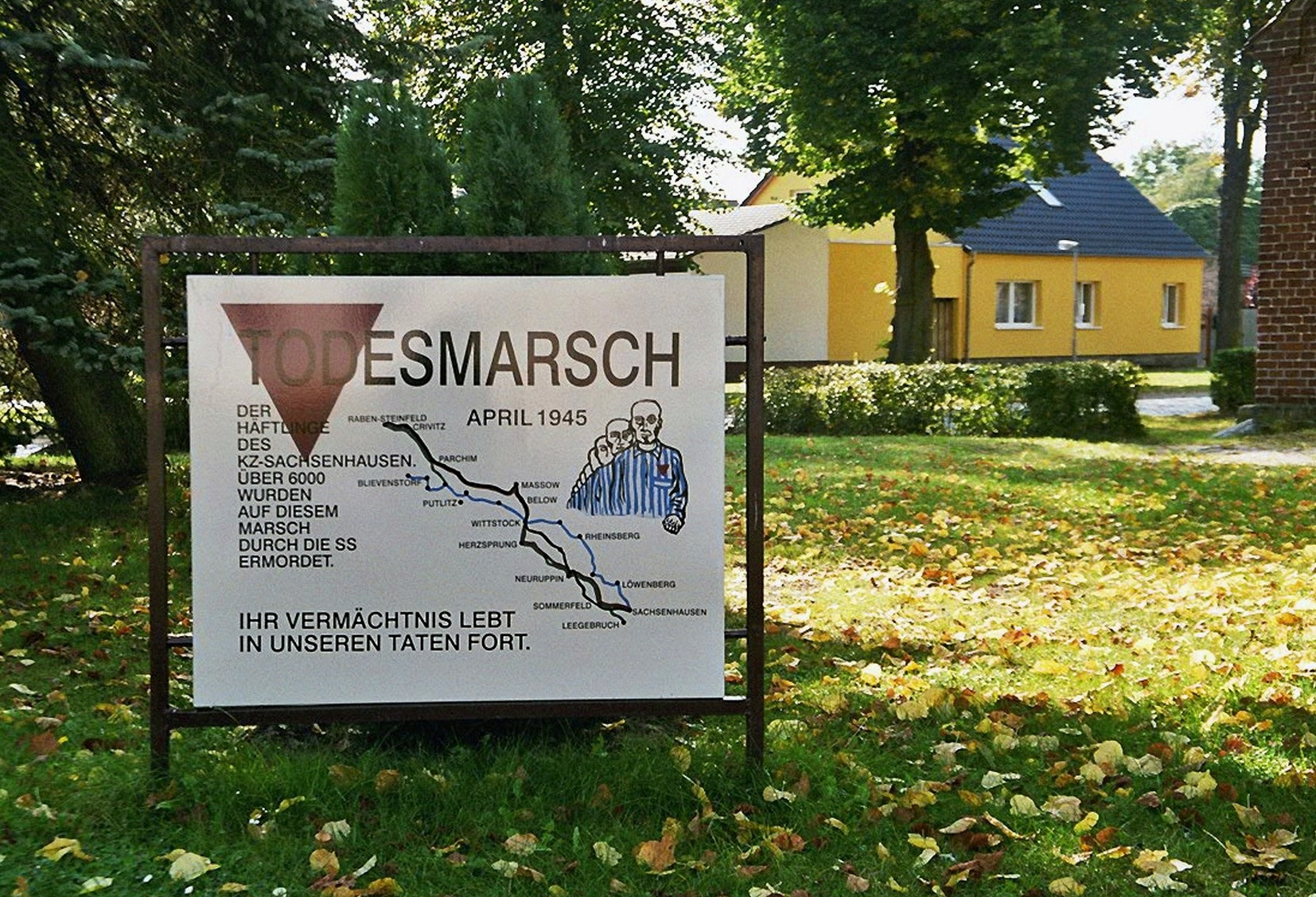
Löwenberger Land (Alemania)

Desde el comienzo de la era burguesa se han colocado placas conmemorativas de personalidades destacadas en las casas en las que nacieron o vivieron. Por ejemplo, Carl Friedrich Gauss tiene tres placas en Gotinga. Sin embargo, también se pueden colocar generalmente en edificios como lugares de trabajo o en obras públicas, así como en letreros con nombres de calles o cementerios.
Las diferentes ciudades tienen su propia serie de placas conmemorativas, que están diseñadas de manera uniforme y están gestionadas oficialmente por la ciudad:
- En Jena comenzaron a colocarse con el jubileo universitario de 1858, cuando se instalaron las primeras 204 placas de esmalte.
- Gotinga se hizo eco de la idea en 1874, pero utilizó mármol blanco como material.
- En Berlín se introdujeron con motivo del 750 aniversario de la ciudad en 1986. Están fabricadas con porcelana de la Real Fábrica de Porcelana de Berlín.

Placas conmemorativas en Alemania
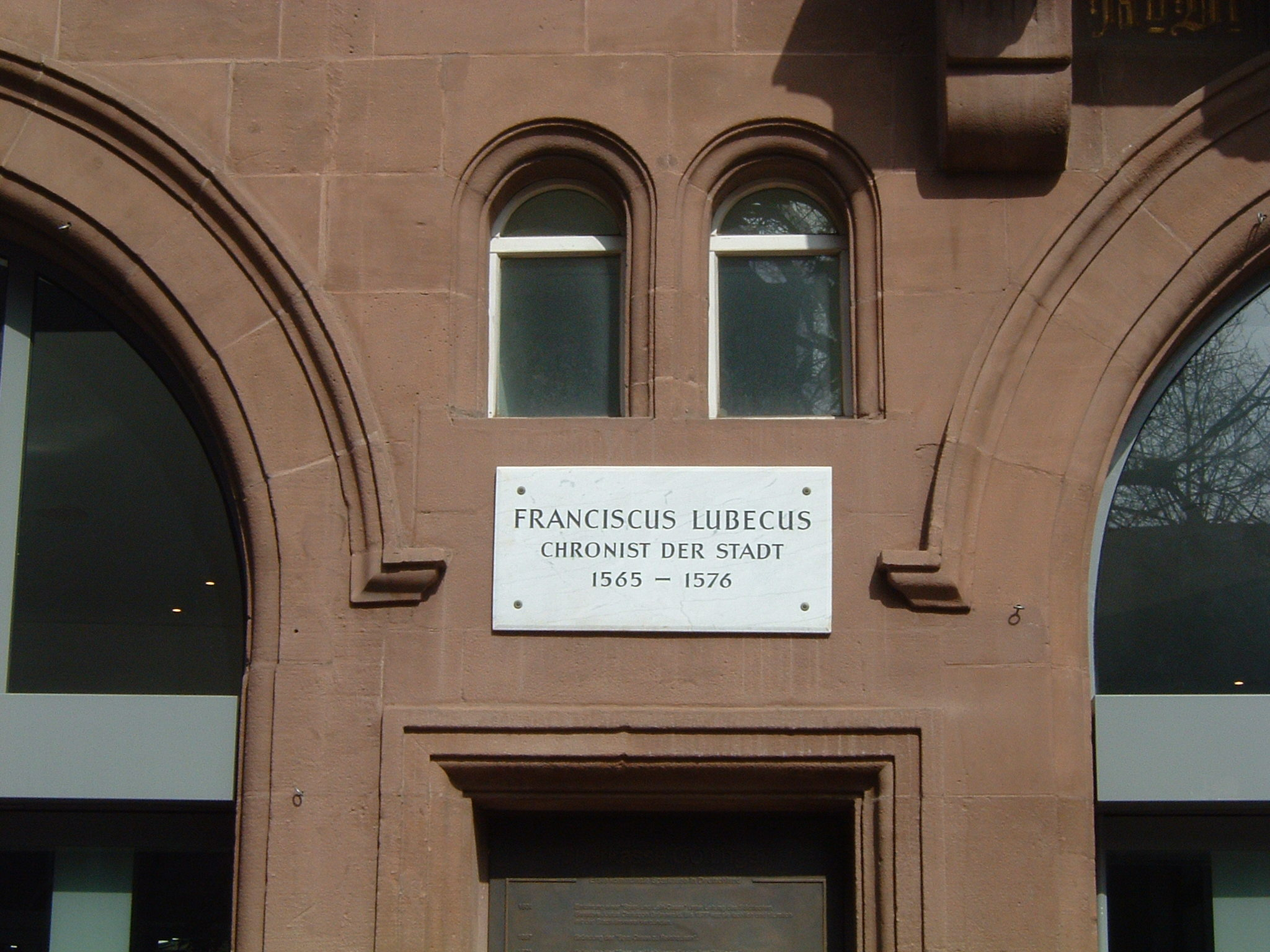
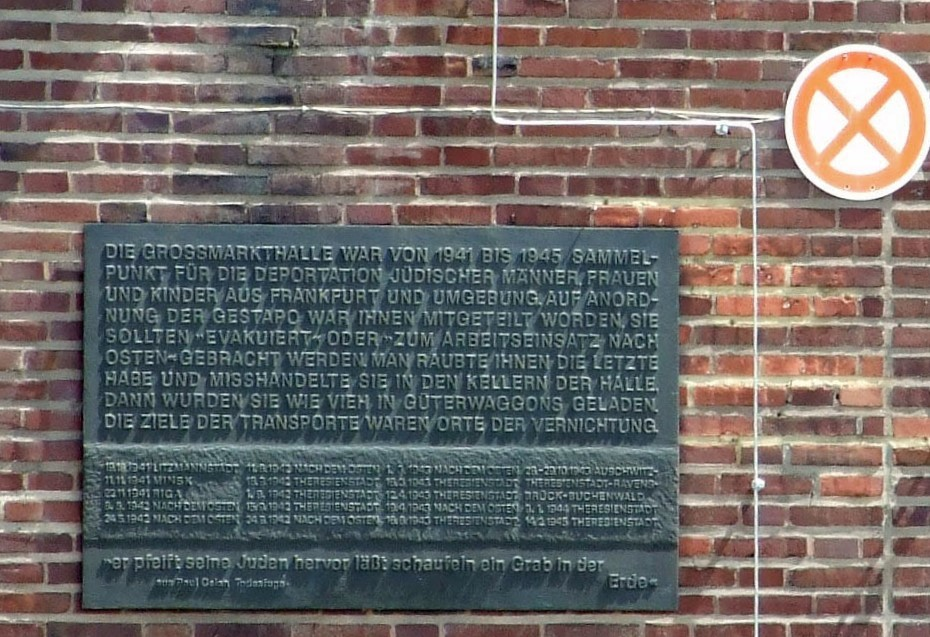
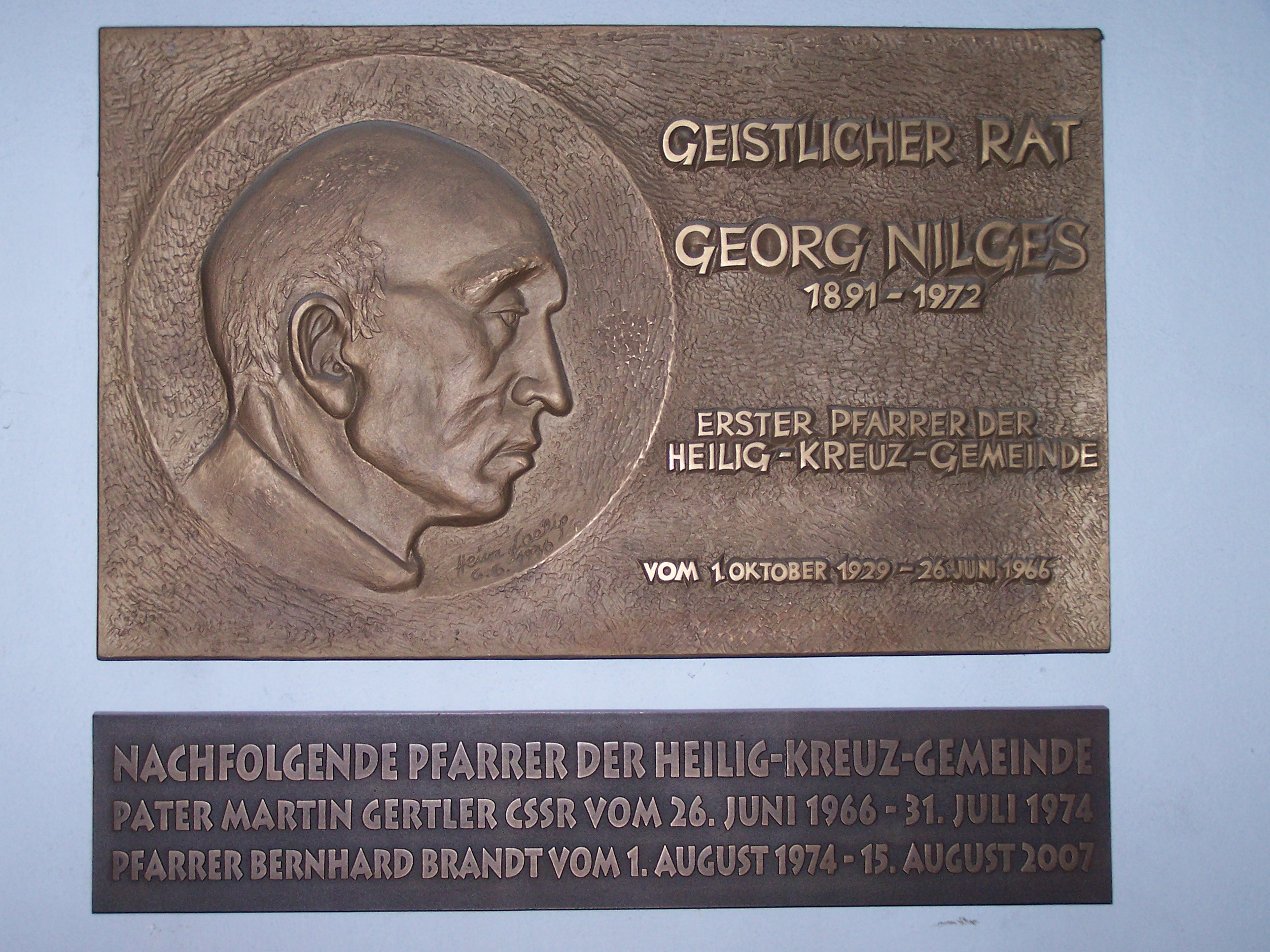
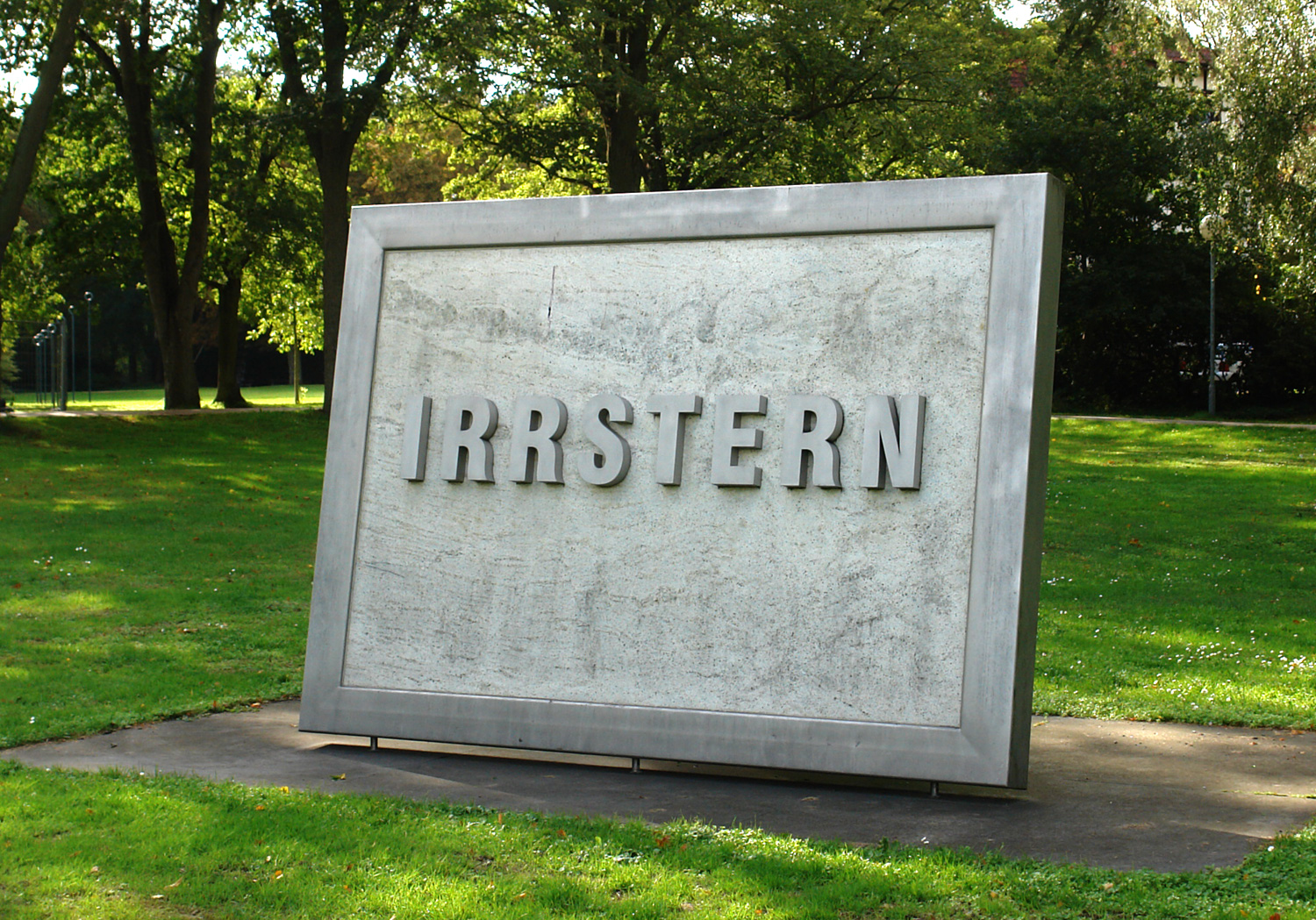
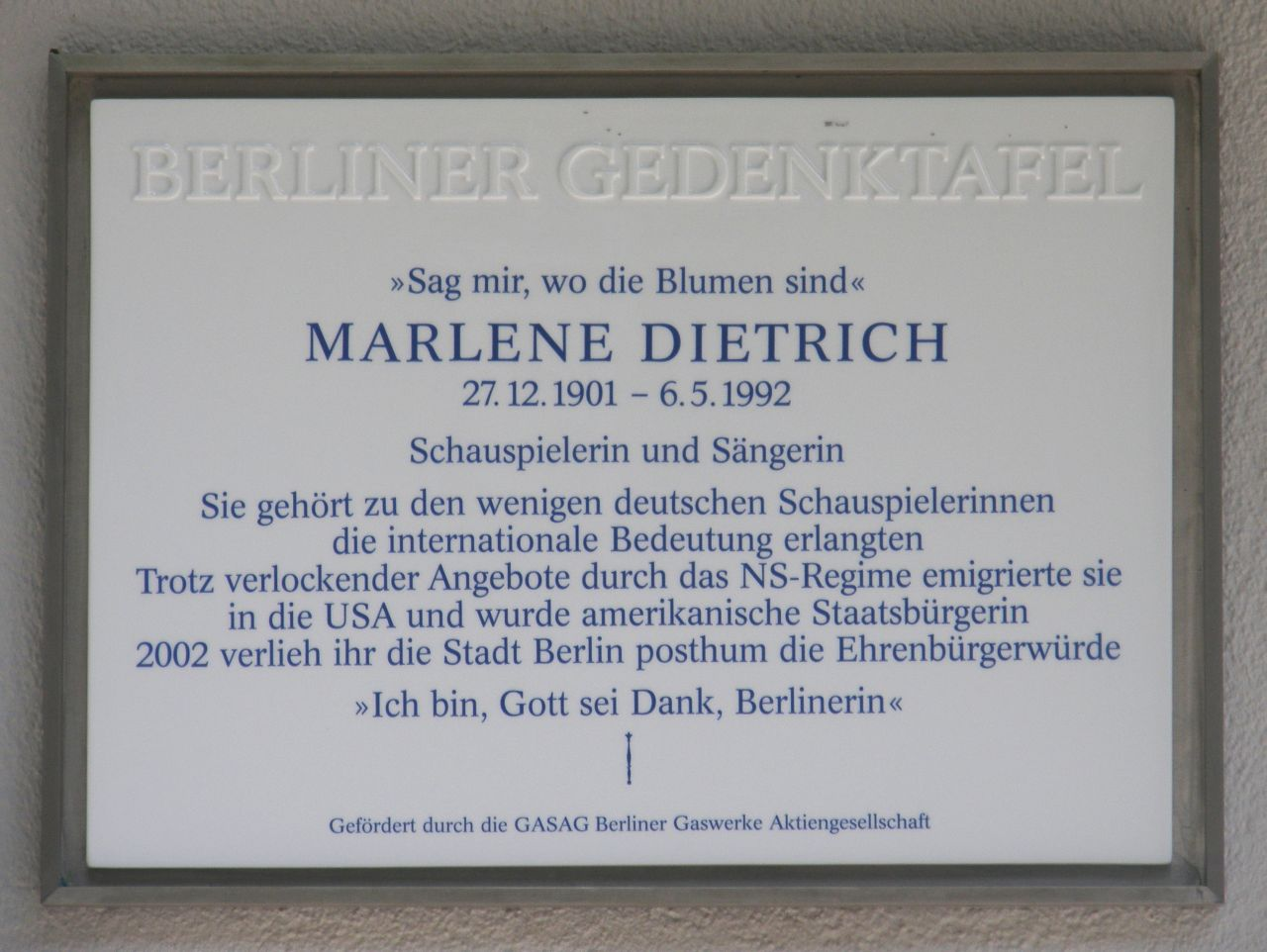

### España

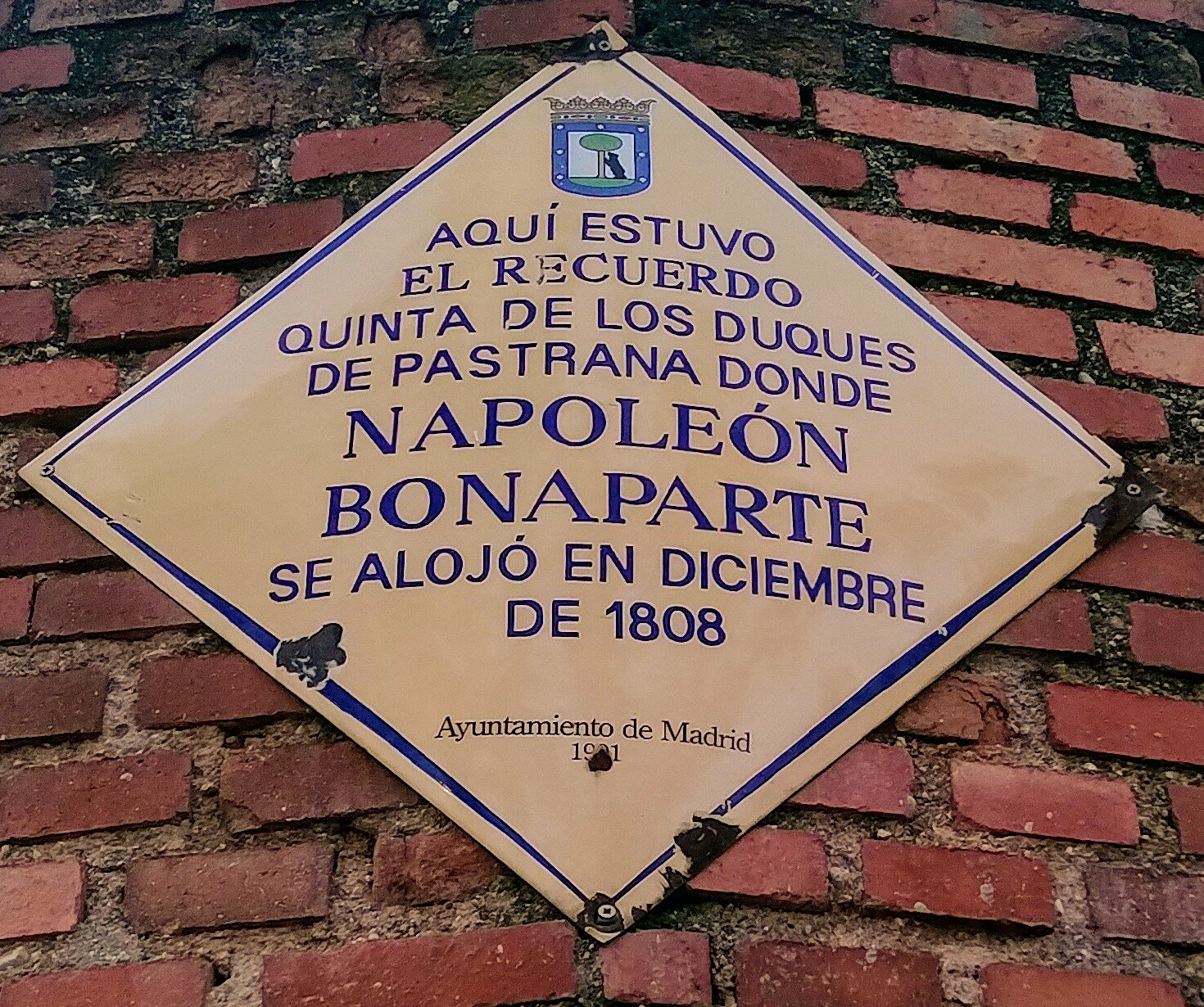
Placa conmemorativa de la estancia en 1808 de Napoleón Bonaparte en Chamartín (Ayuntamiento de Madrid)

Una de las placas conmemorativas modernas mejor documentadas en España data de comienzos del siglo XIX, y está ligada al reinado de José Bonaparte, quien en 1810 propuso erigir un monumento a Miguel de Cervantes en el lugar que ocupaba la que fuera su casa. El cronista de la ciudad Mesonero Romanos retomó la idea en 1833, y el 3 de junio de 1834 se inauguró la placa que actualmente puede verse en la fachada del edificio, obra del escultor Esteban de Ágreda. Desde entonces, se sucedieron las placas de homenaje en la ciudad, resaltando todo tipo de celebridades relacionadas con Madrid, como los escritores Benito Pérez Galdós, Carlos Arniches o Camilo José Cela; médicos como Gregorio Marañón o numerosos toreros. Hasta 1990, aunque no existe un inventario exhaustivo, se pueden contabilizar más de 200 placas de diverso valor artístico, tomando formas muy variadas que van desde sencillos azulejos policromados hasta bajorrelieves escultóricos en bronce, pasando por placas de mármol o granito grabadas. La placa dedicada al premio Nobel José de Echegaray, tiene un aspecto muy similar al de las placas azules de Londres.
No sería hasta 1990, año en que se puso en marcha el Plan Memoria de Madrid, cuando se dio curso a una iniciativa municipal para resaltar lugares de valor histórico, personas relevantes relacionadas con estos lugares y determinados edificios singulares. Este plan reguló las normas para instalar las placas, adoptando un único modelo "oficial" consistente en unas sencillas placas de chapa cuadradas instaladas con sus lados a 45°, conteniendo exclusivamente un texto explicativo sobre un fondo monocromo. Desde la colocación de la primera placa dedicada al músico Manuel de Falla en 1990, hasta 2020 se habían instalado más de trescientas placas por toda la ciudad. Existe una página de internet gestionada por el Ayuntamiento de Madrid donde figura un detallado inventario de estas placas y fichas de las mismas.

Placas conmemorativas en Madrid
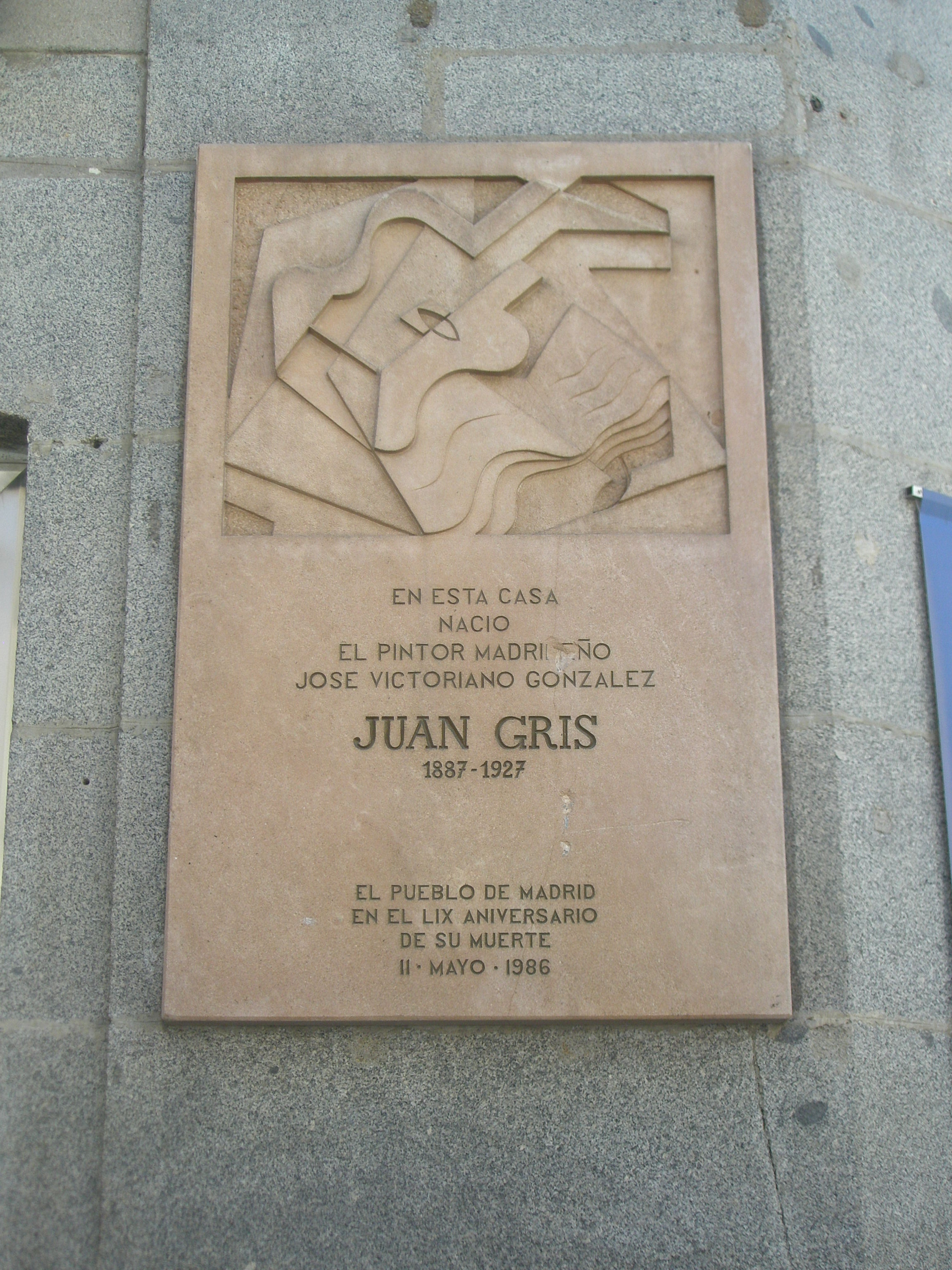
Juan Gris
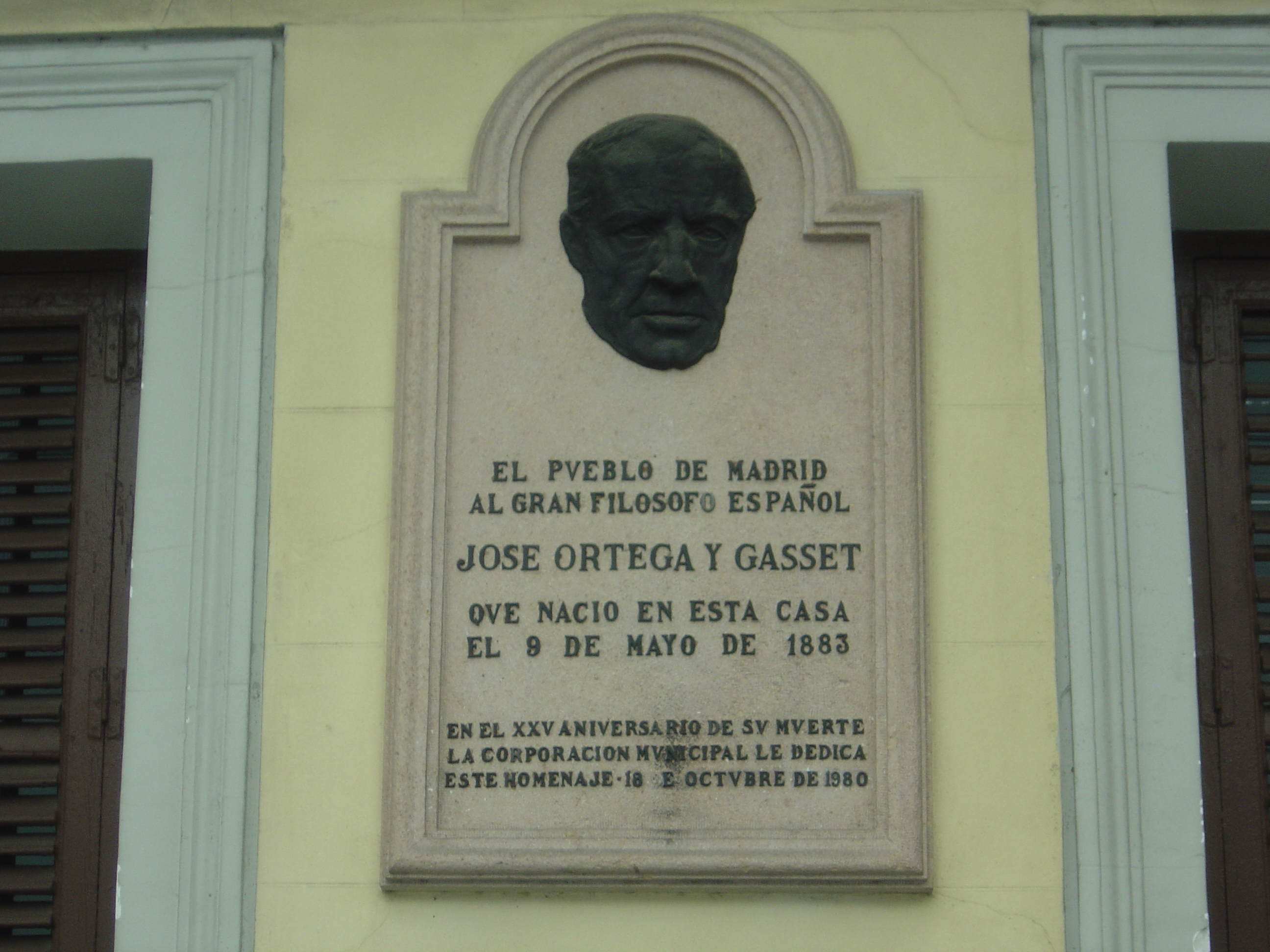
Ortega y Gasset
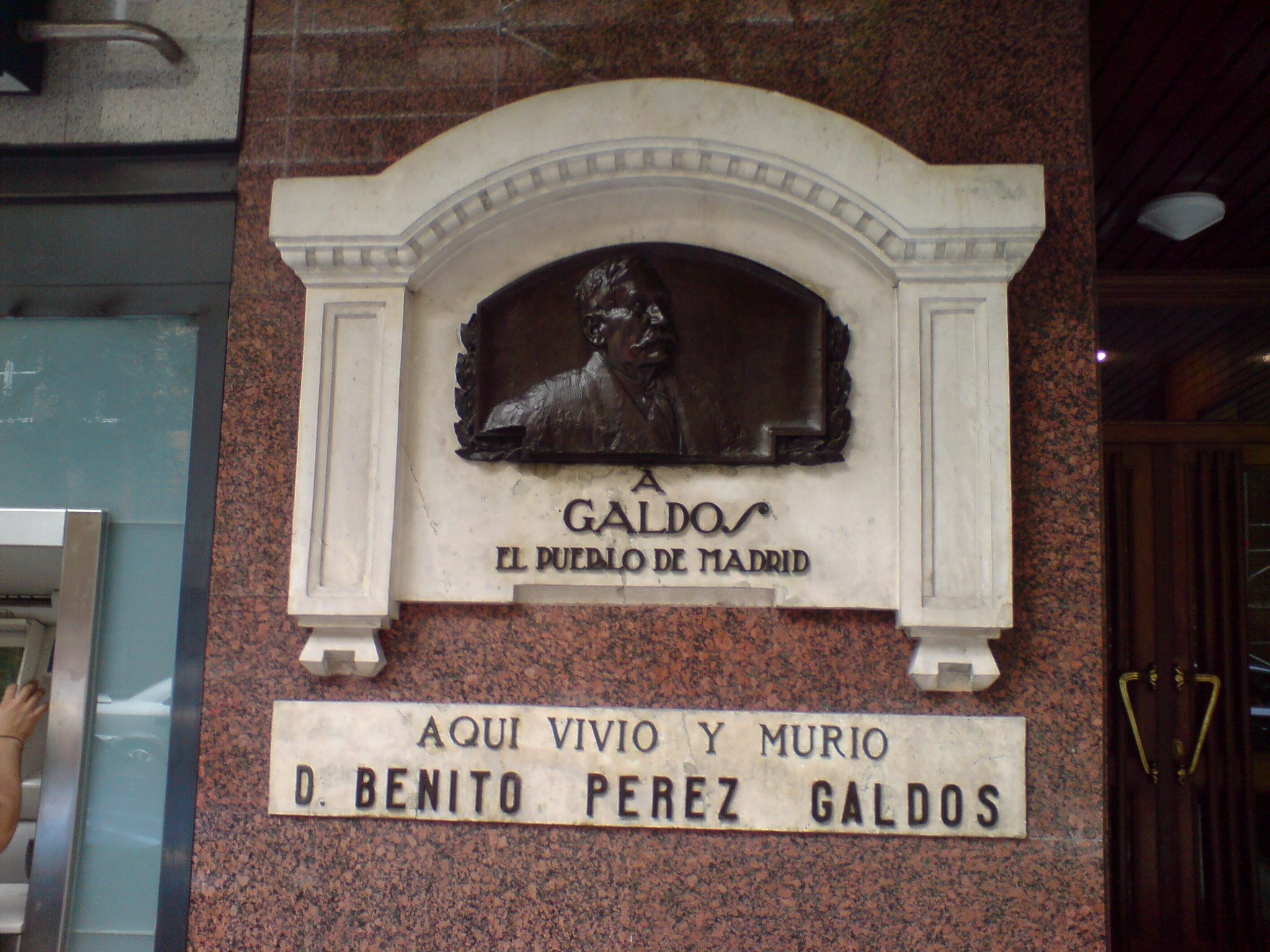
Benito Pérez Galdós
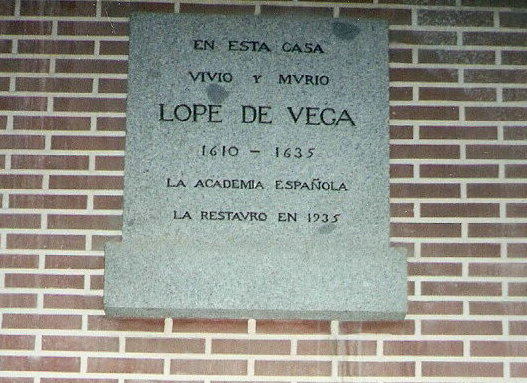
Lope de Vega
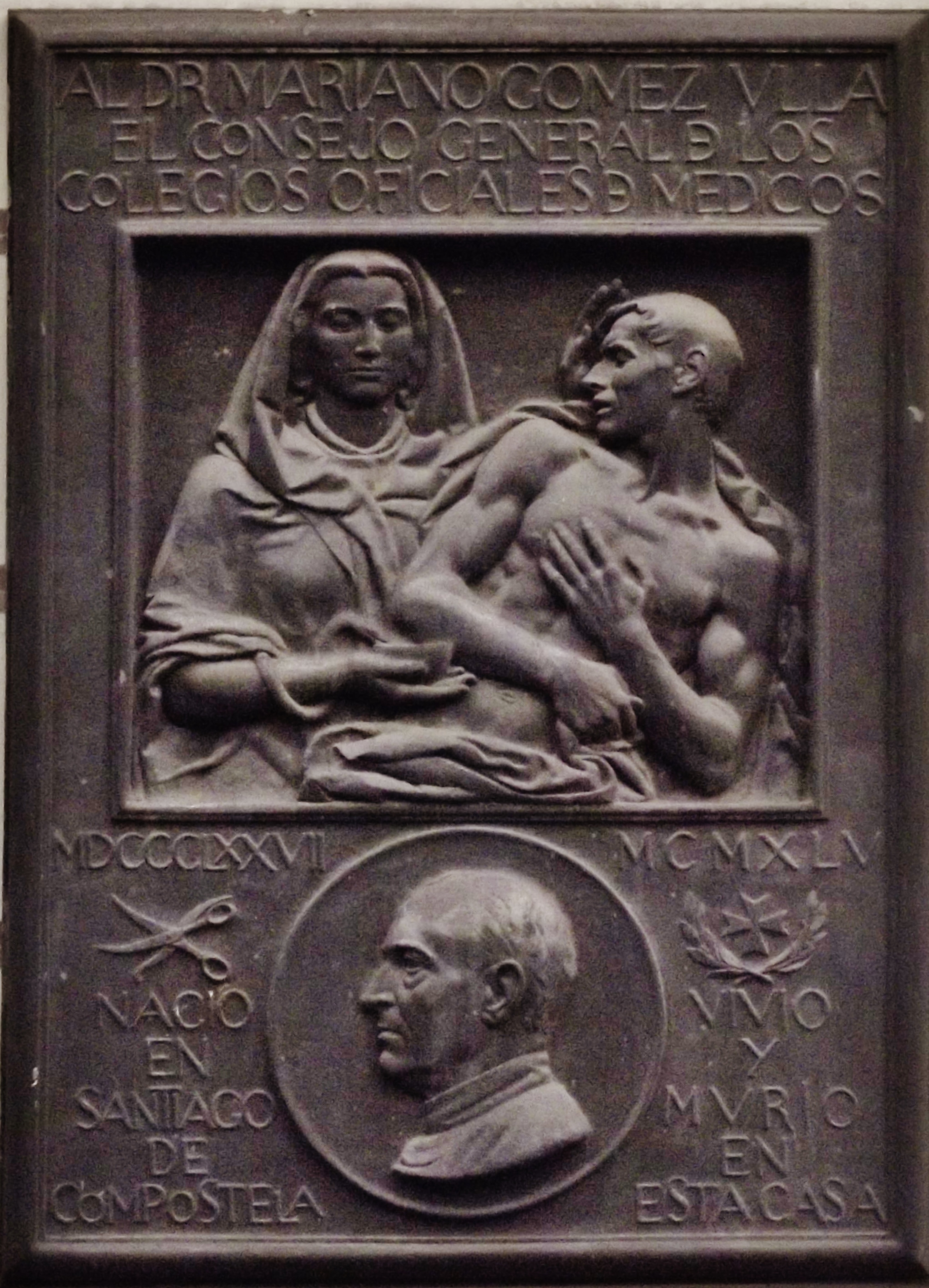
Mariano Gómez Ulla
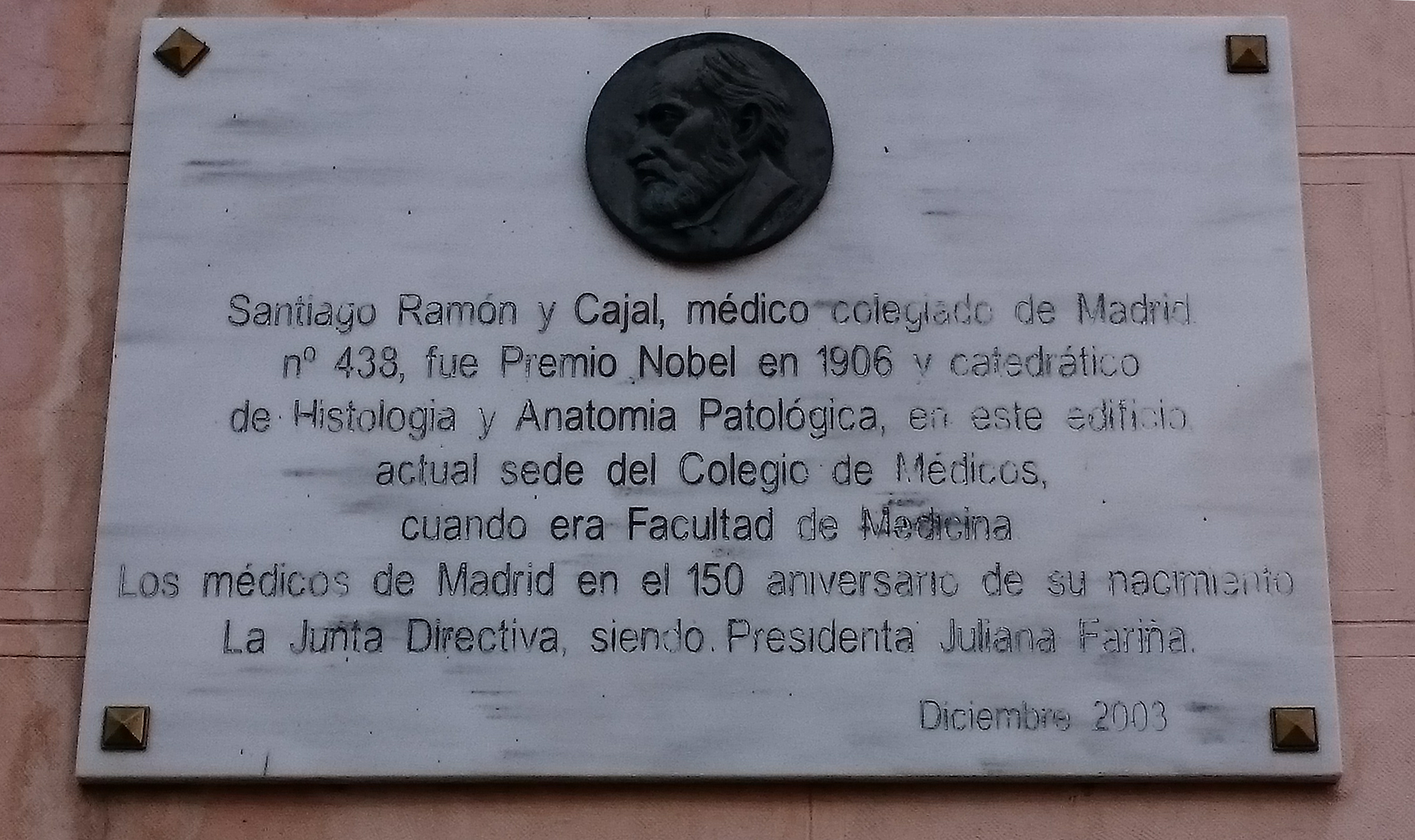
Ramón y Cajal
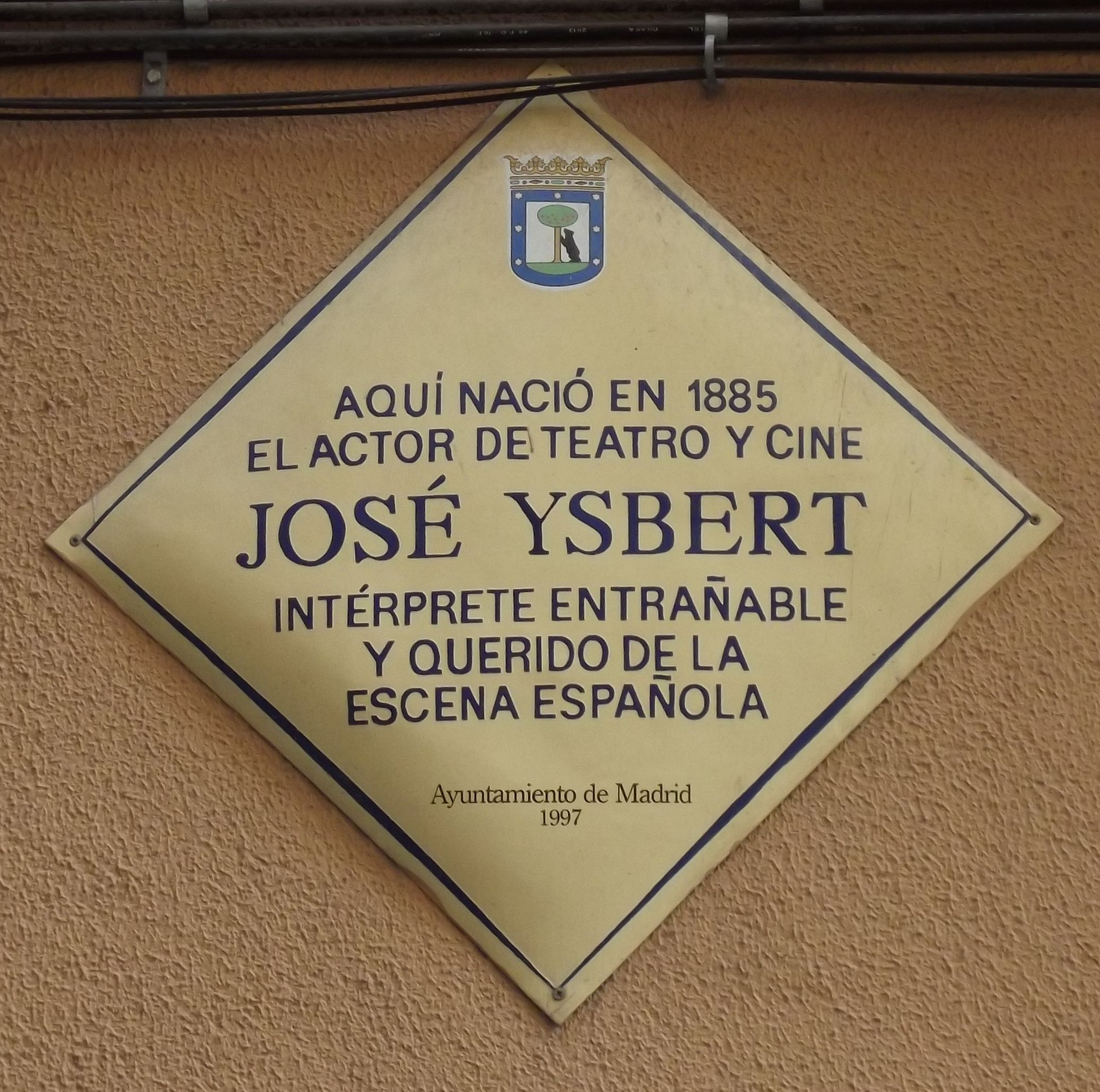
José Ysbert
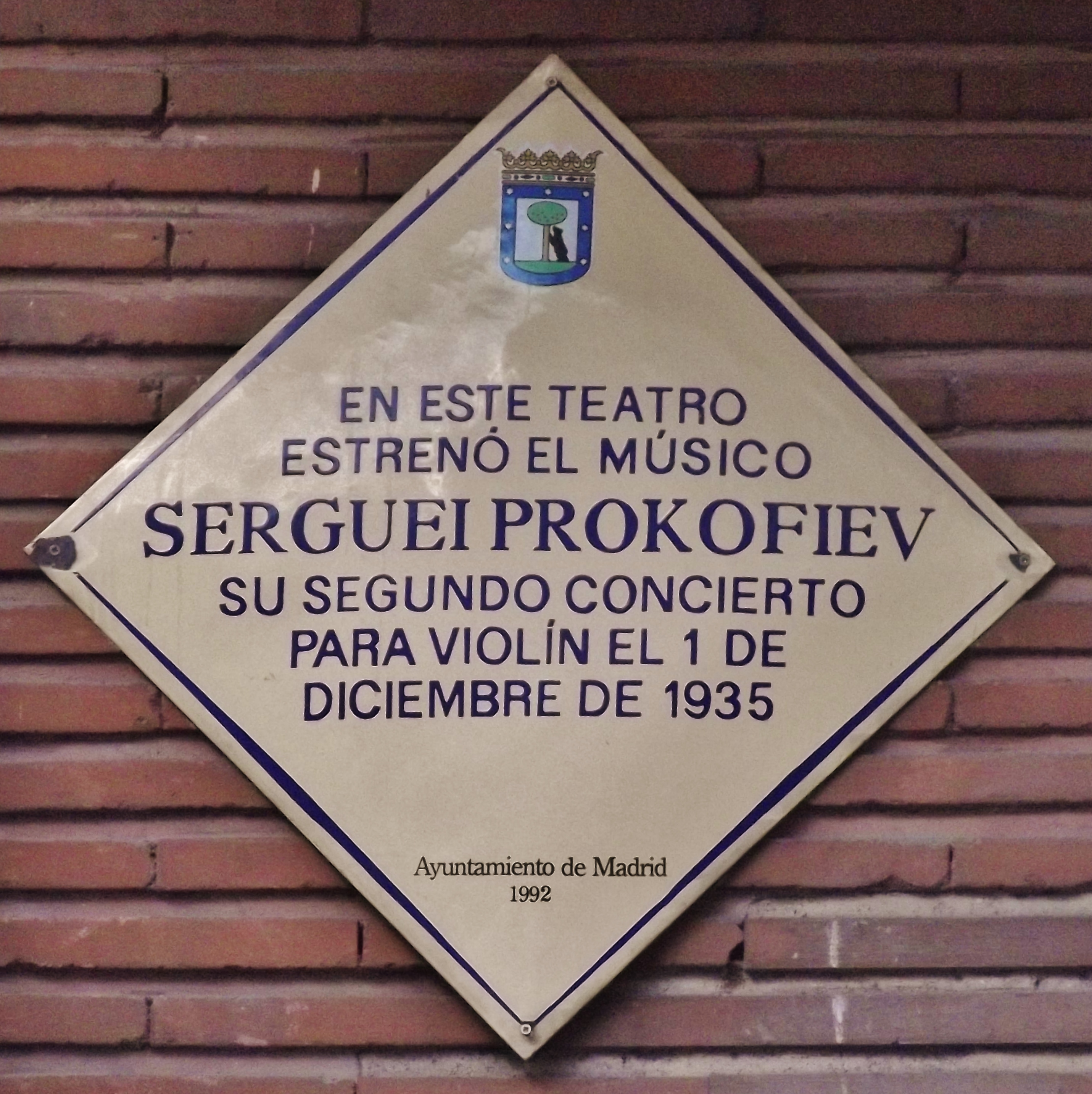
Serguéi Prokófiev
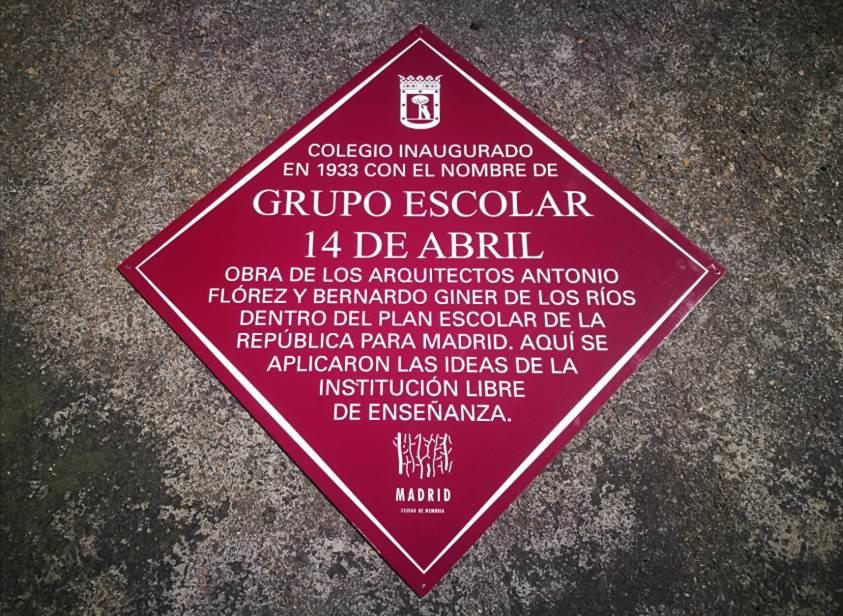
Grupo Escolar 14 de Abril
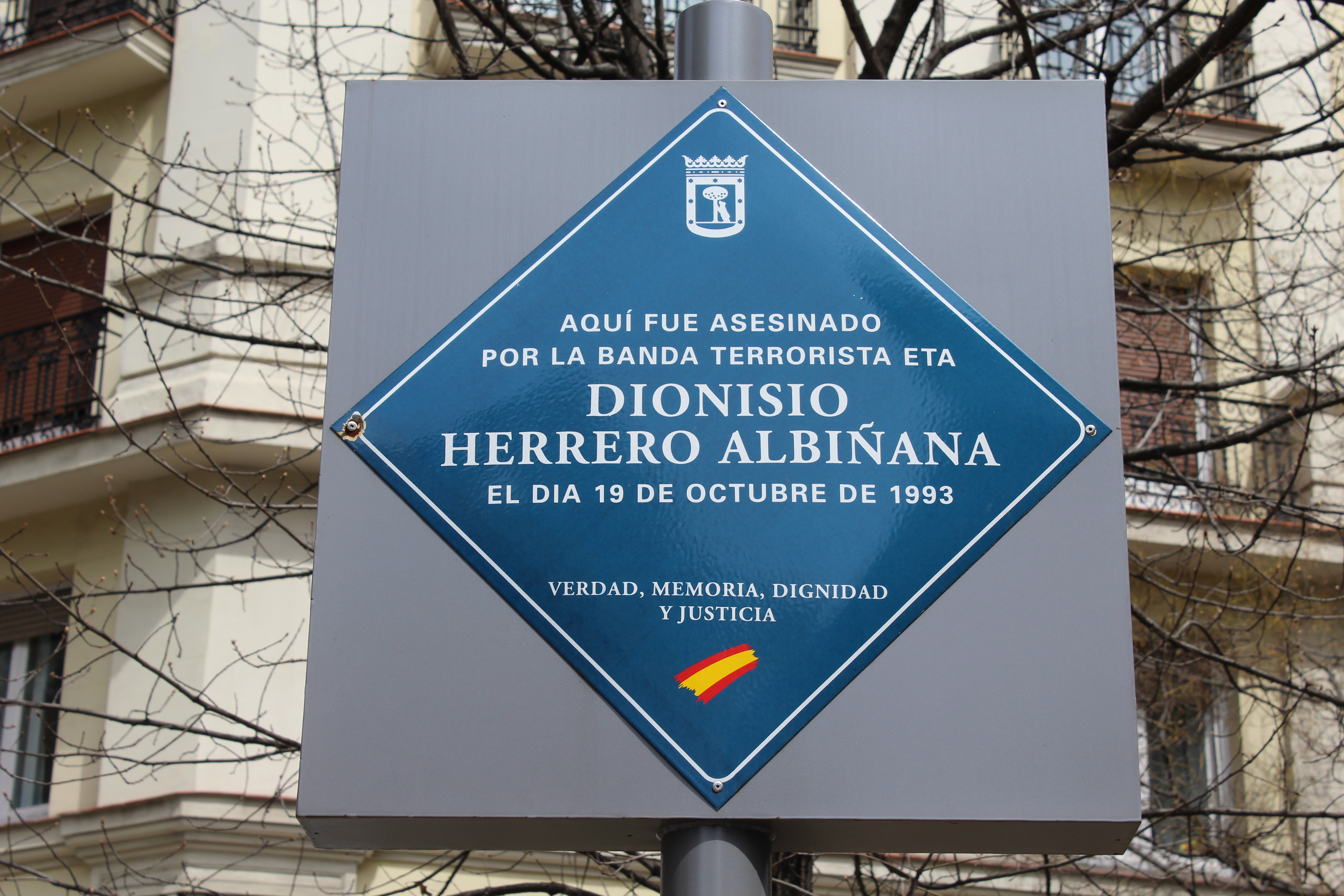
Dionisio Herrero Albiñana

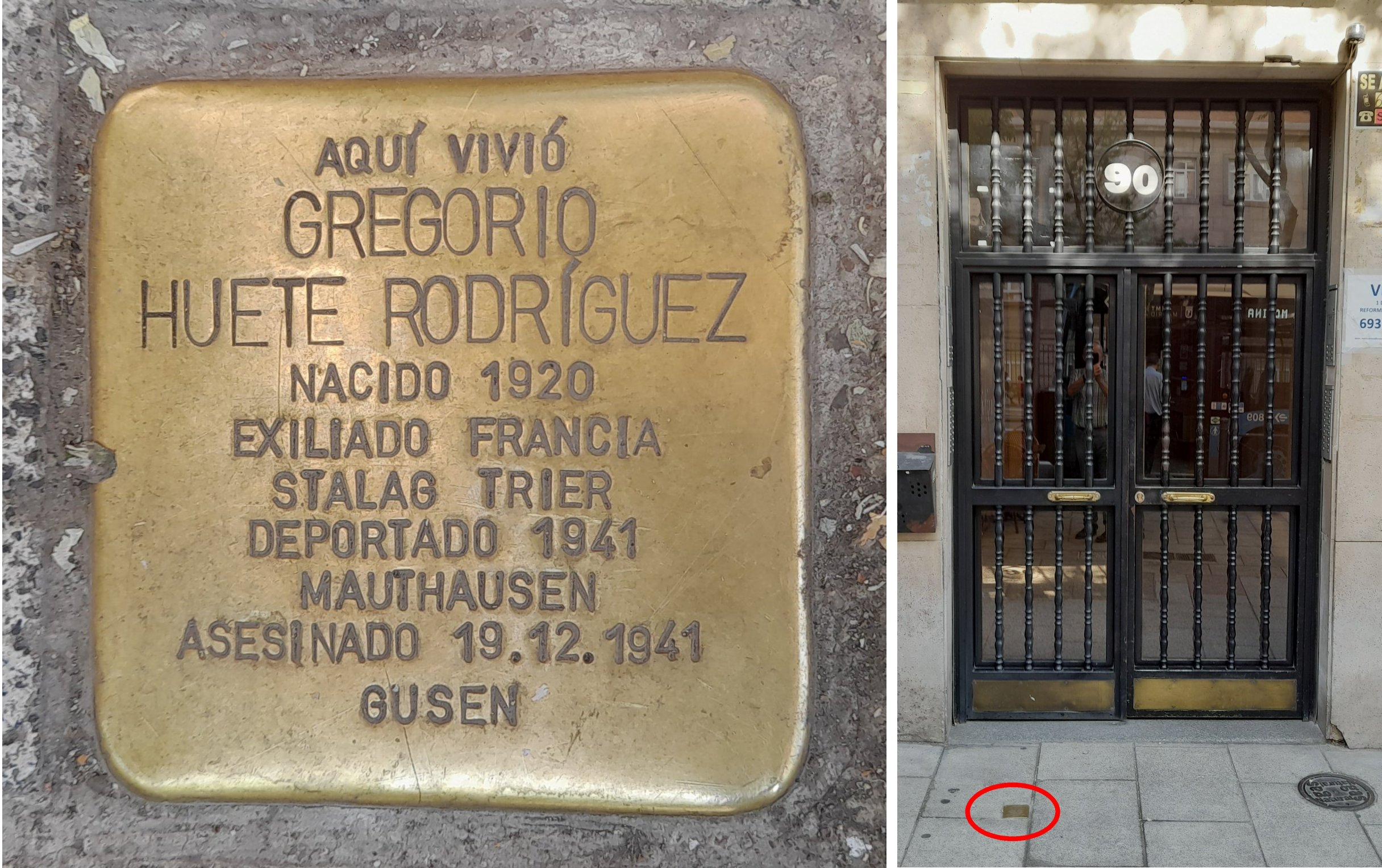
"Stolpersteine" en la acera de una calle de Madrid

En 2019, el Ayuntamiento de Madrid aprobó otra iniciativa para recordar a 450 víctimas del nazismo con unas pequeñas placas de bronce situadas en el suelo de las calles (que denominadas en alemán "Stolpersteine", han sido instaladas en numerosas ciudades), delante de las casas donde vivieron.
Por su parte, el Ayuntamiento de Barcelona también conserva un rico patrimonio de placas históricas de distintas épocas en su casco urbano, que se quiere completar mediante el plan denominado "Señalización de la memoria democrática de Barcelona", que entre 2016 y 2020 ha promovido la instalación de 30 atriles y de 53 placas, que en algunos casos tienen un aspecto similar al de las placas azules de Londres.

Placas conmemorativas en Barcelona
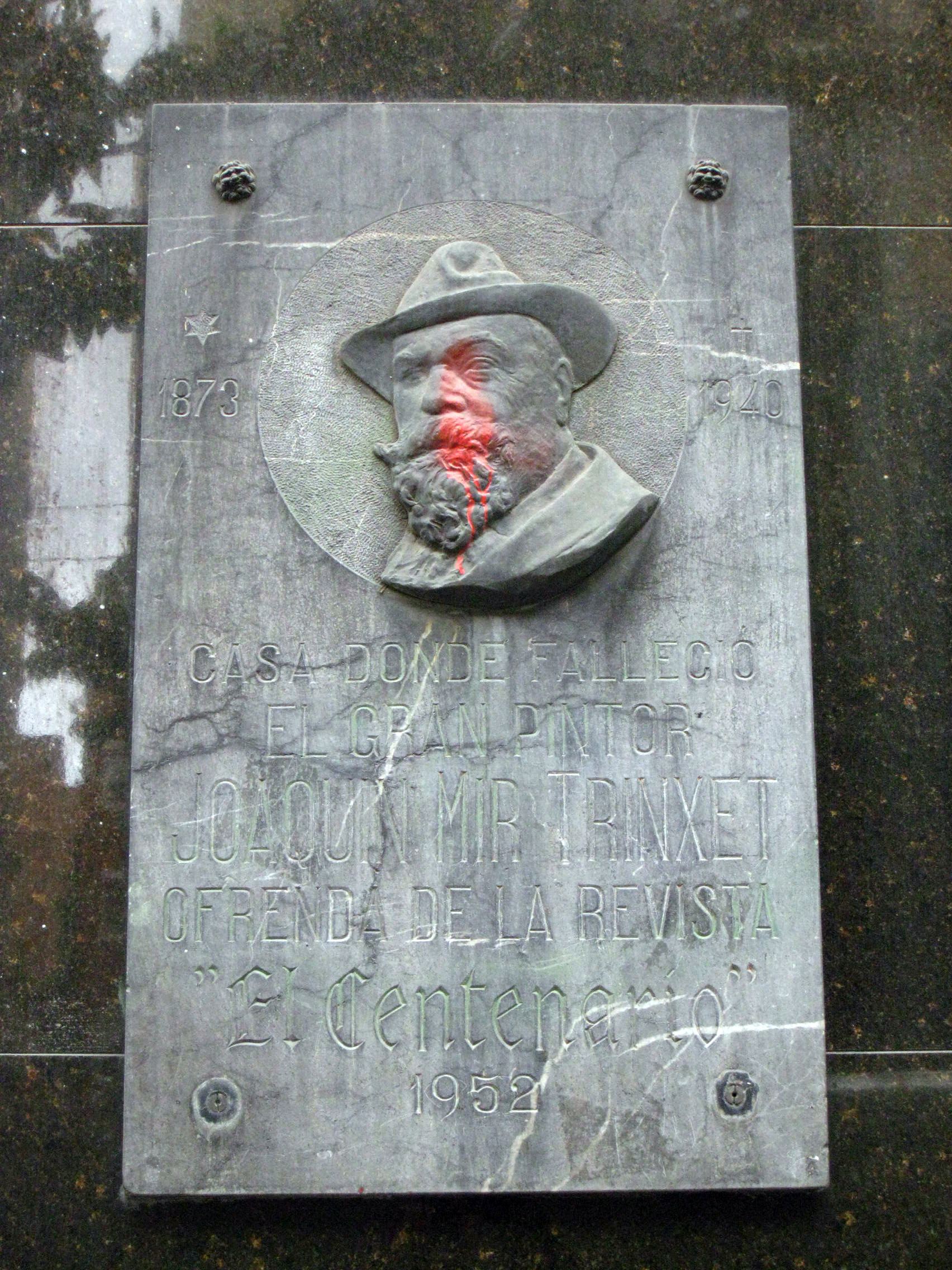
Joaquín Mir
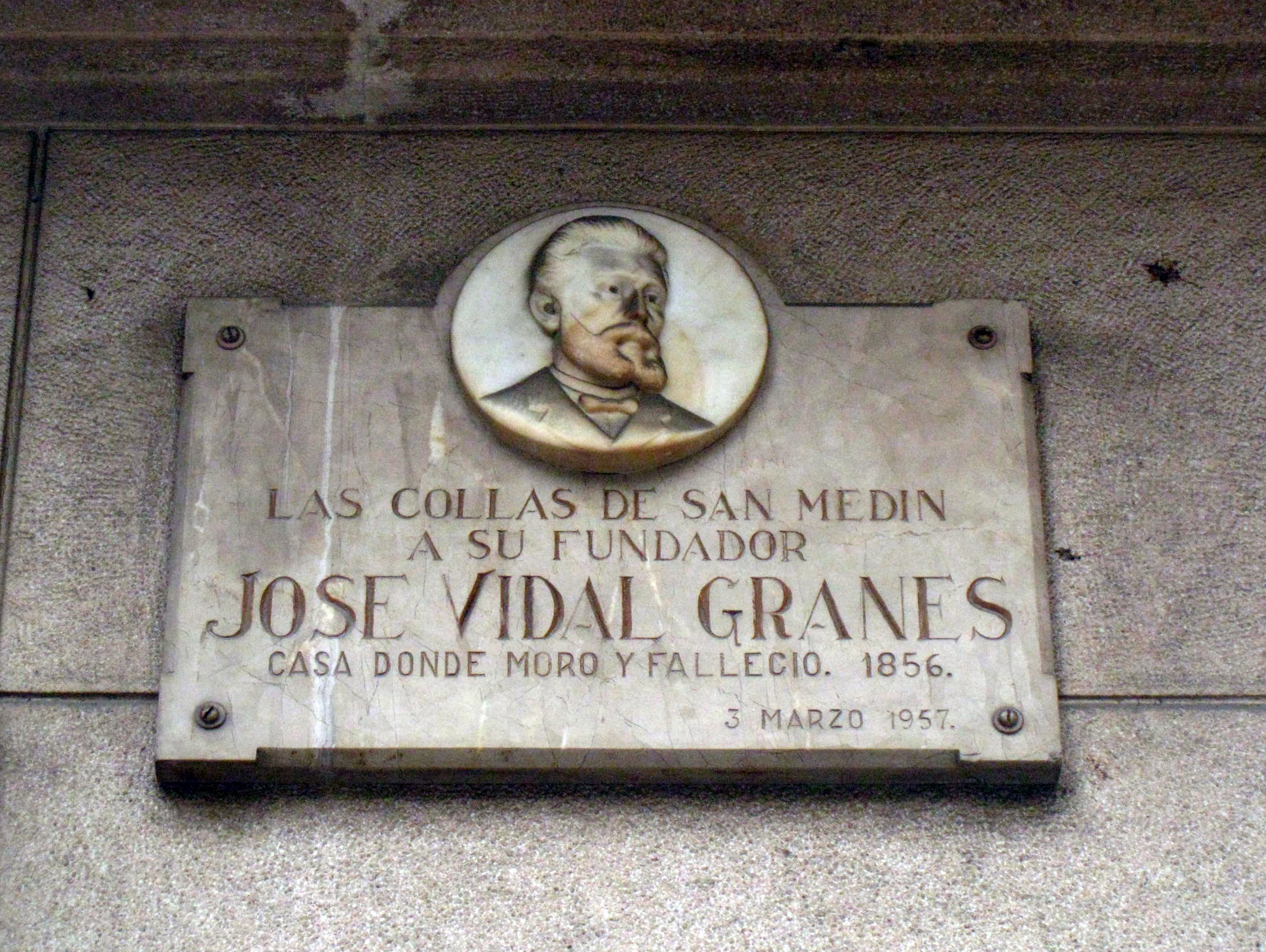
José Vidal
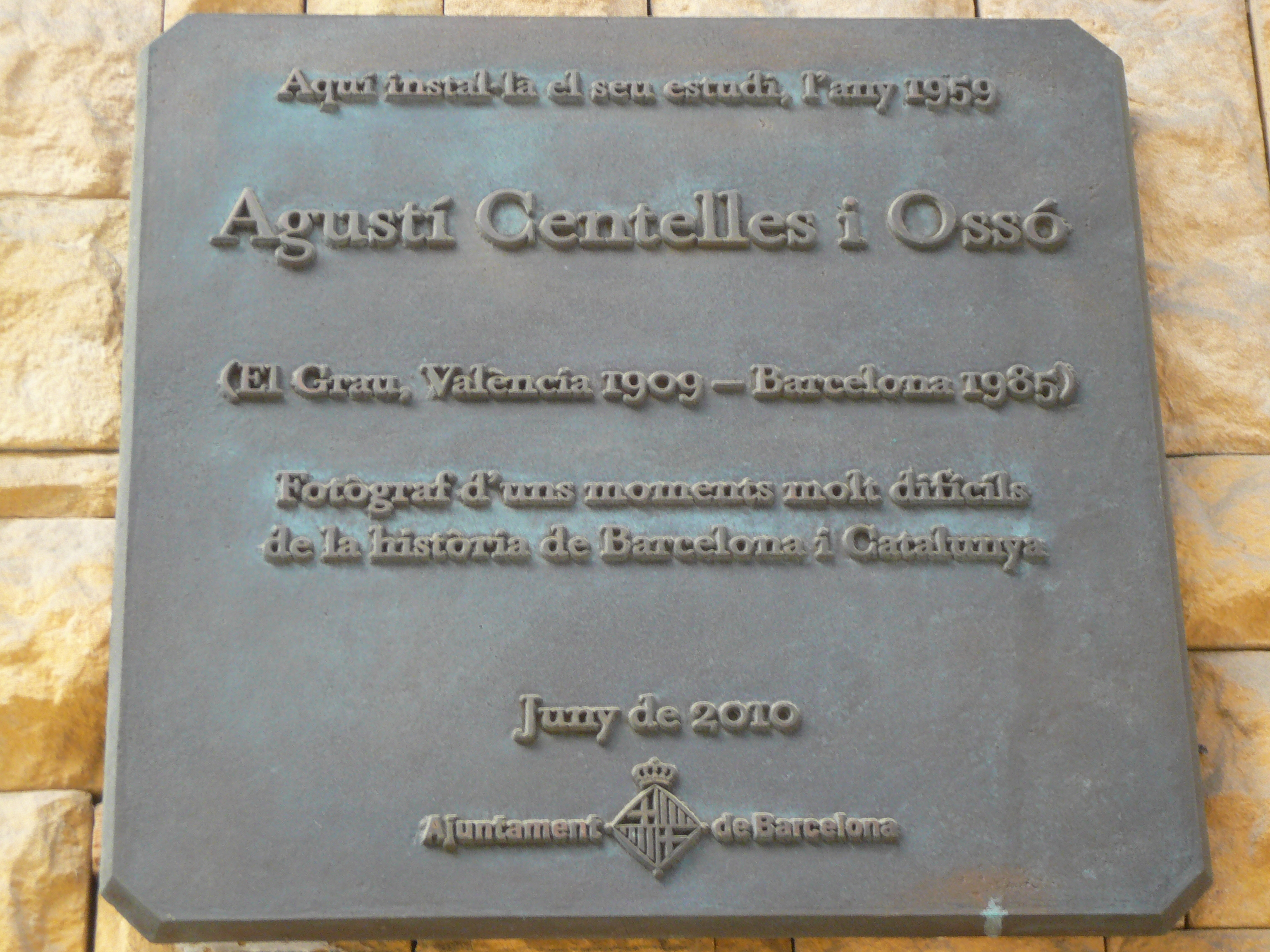
Agustín Centelles
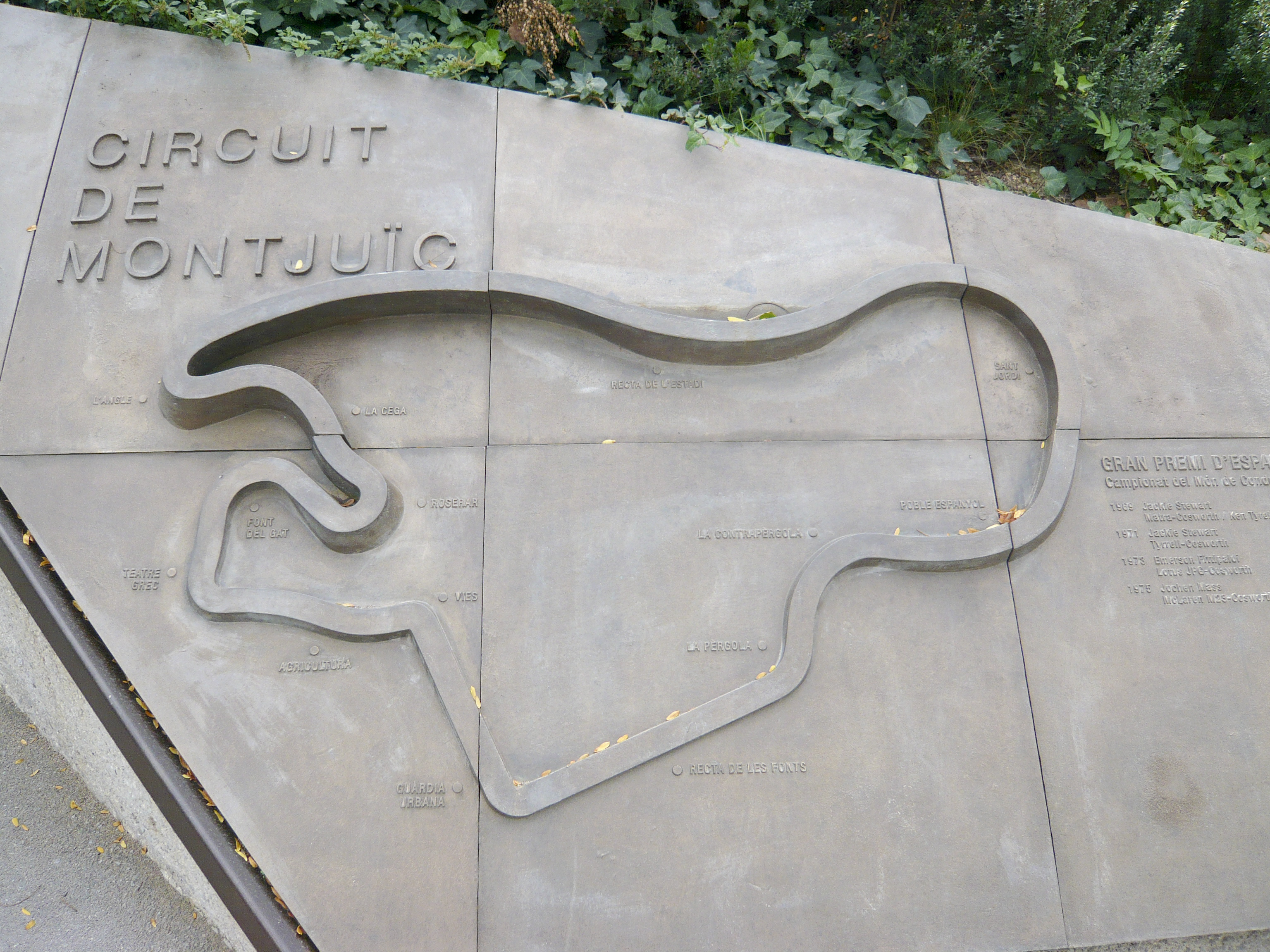
Circuito de Montjuic
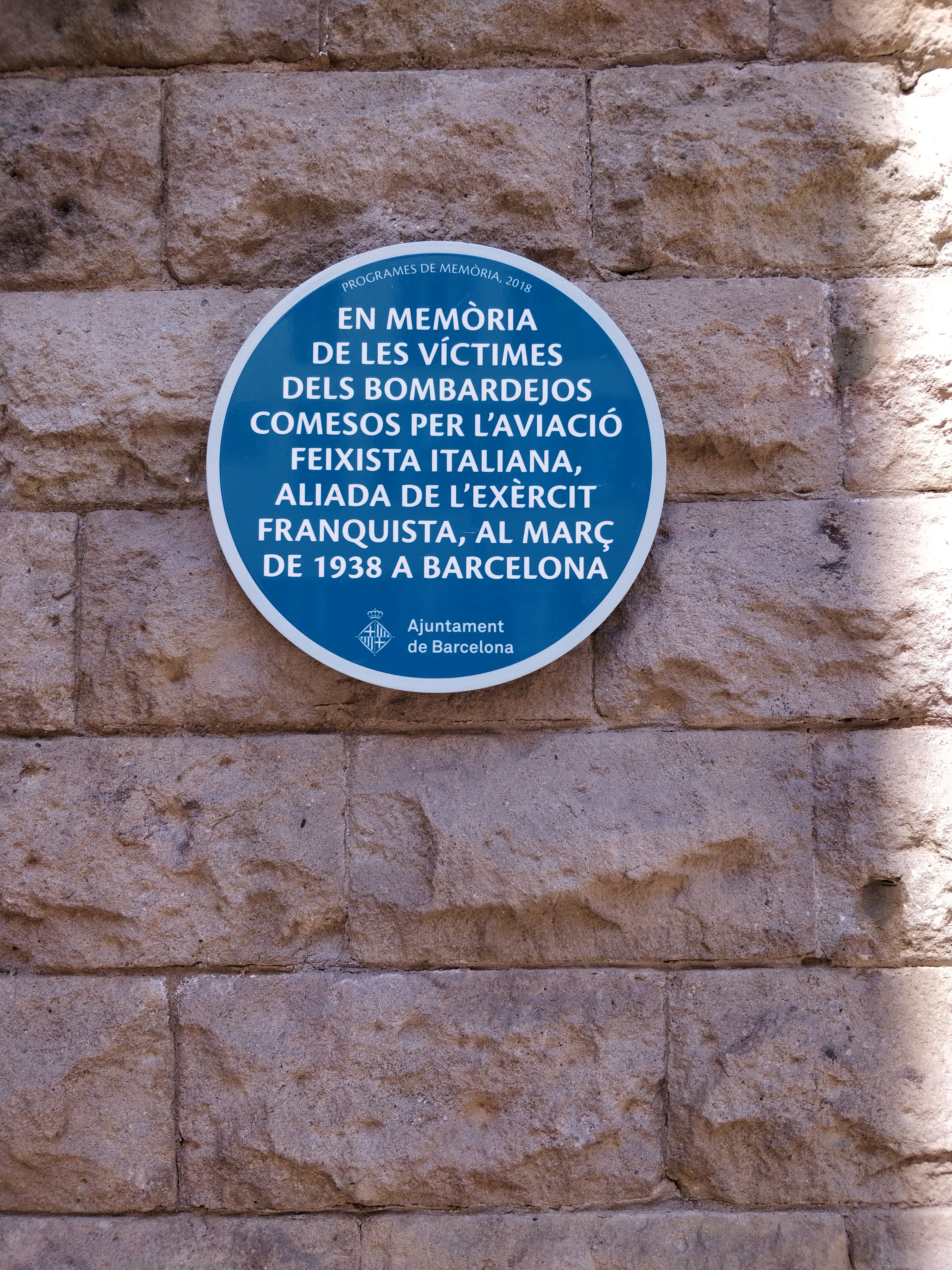
Placa memorial

La aprobación en España de la Ley de Memoria Histórica en el año 2007 y la interpretación de la misma, ha generado numerosas polémicas entre gobiernos centrales y ayuntamientos de distinto signo político, lo que ha supuesto la desaparición de numerosas placas conmemorativas, en su mayor parte de personalidades ligadas al franquismo (como por ejemplo, el general Moscardó) pero también de algunas placas dedicadas a dirigentes republicanos de la Guerra Civil (como Largo Caballero).

### Estados Unidos

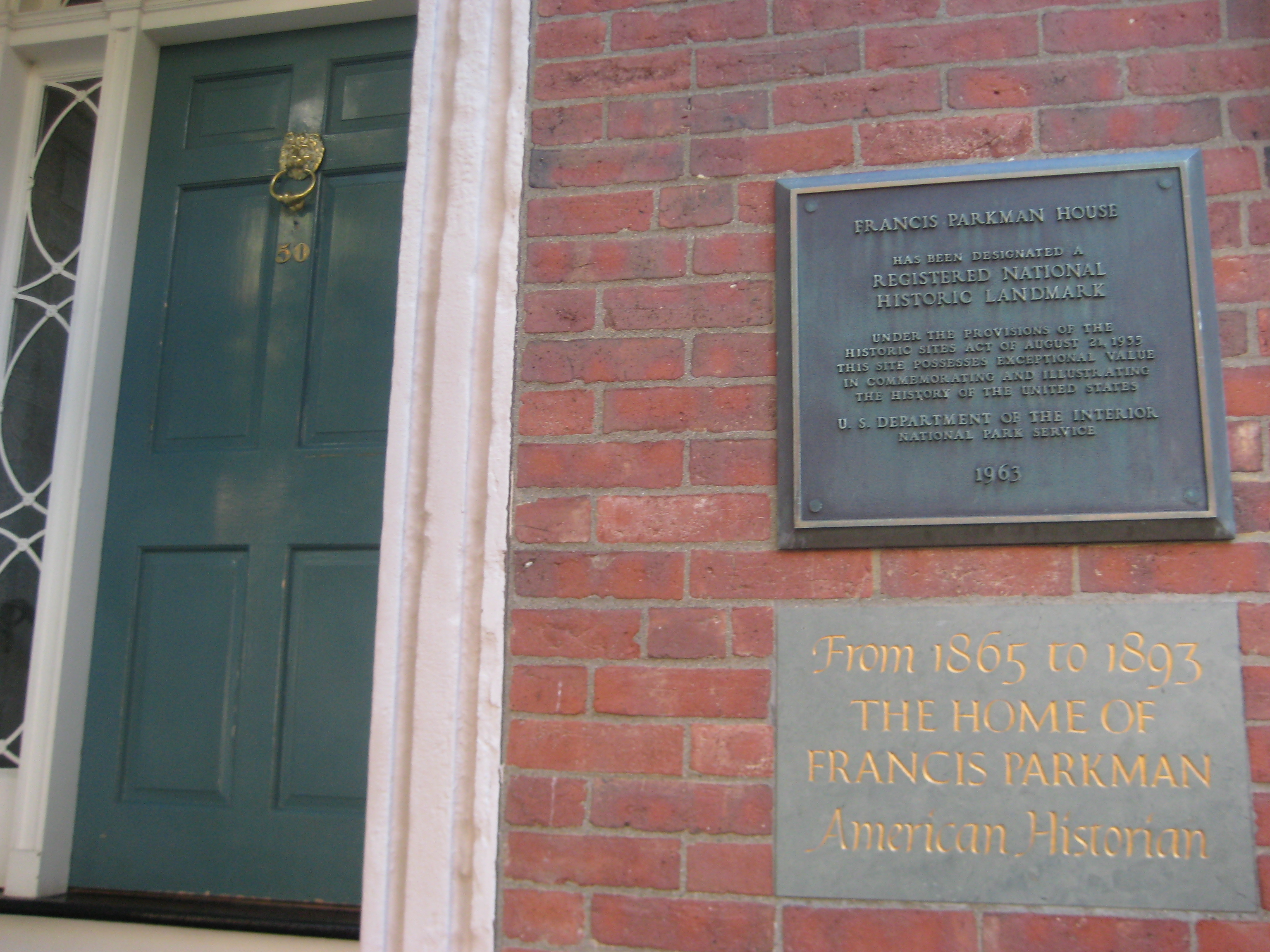
Marcadores históricos indicando la localización de la casa de Francis Parkman, un Hito Histórico Nacional situado en Beacon Hill (Boston)

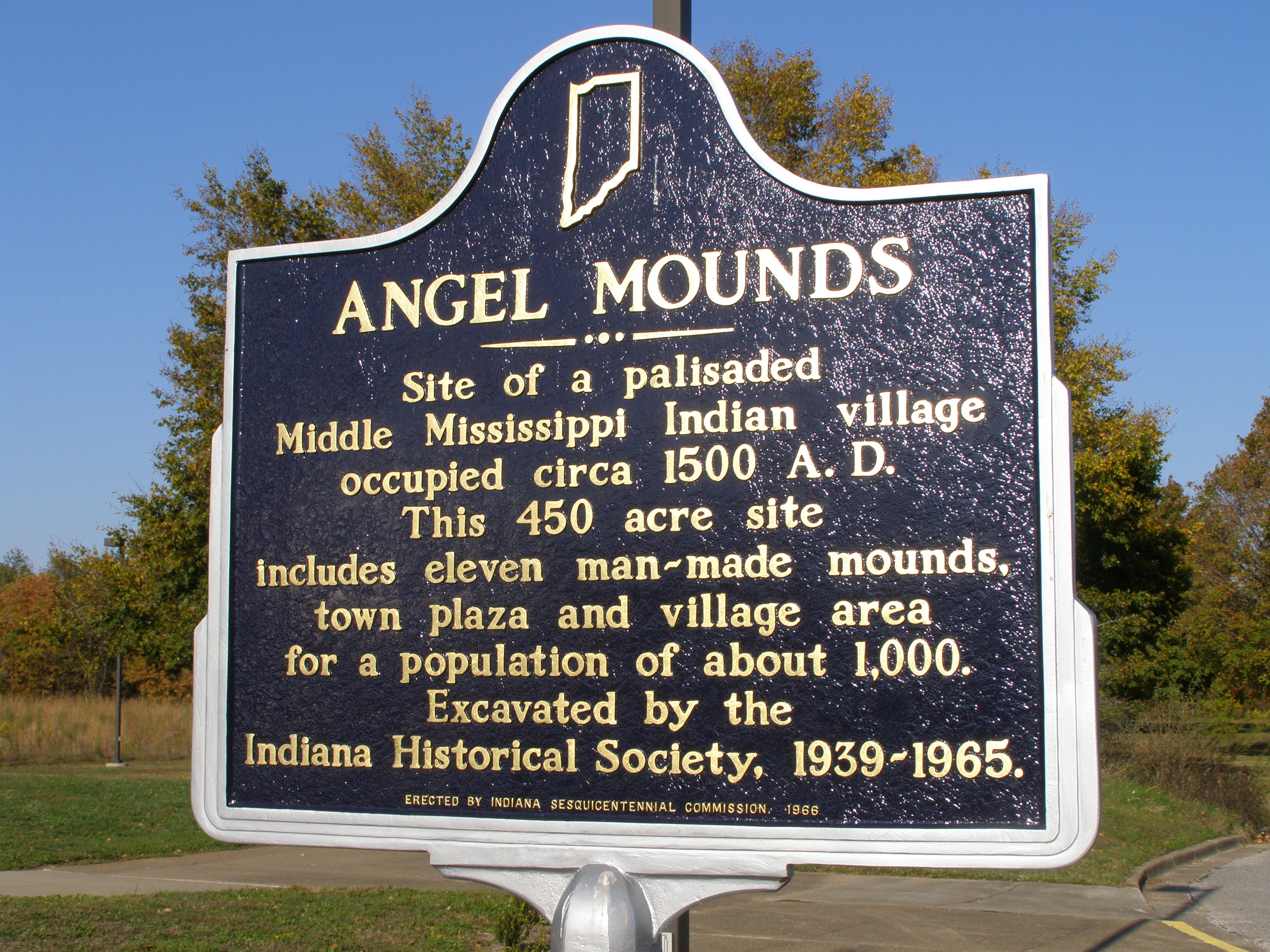
Marcador histórico en Angel Mounds, Indiana

En los Estados Unidos, varios gobiernos estatales tienen esquemas de placas conmemorativas, que usualmente usan el nombre de marcadores históricos. El National Trust for Historic Preservation o el gobierno de EE. UU., a través del Registro Nacional de Lugares Históricos, pueden otorgar estatus histórico a determinados elementos patrimoniales.
Los programas estatales, como el California Register of Historical Resources, permiten que los lugares catalogados coloquen sus propios marcadores.
Los criterios y circunstancias a través de los que un organismo administra la distribución de marcadores históricos varían. Por ejemplo, el programa "Preservation Worcester" (en Worcester, Massachusetts), permite que una persona registre su casa u otra estructura de al menos cincuenta años de antigüedad si el edificio está bien conservado, mantiene su carácter original e importancia para la arquitectura, la cultura o la historia, o la naturaleza del vecimdario local. Una vez aprobado, se paga una tarifa para recibir el marcador histórico.
En el mismo estado, el vecindario de Charlestown (Boston), tiene su propia asociación local para administrar marcadores históricos. Otros marcadores históricos en Boston y sus alrededores son administrados por agencias como La Sociedad Bostoniana o están asociados con itinerarios marcados como los del Freedom Trail, el Black Heritage Trail o el Emerald Necklace.
Otros ejemplos de marcadores históricos generados sobre todo localmente en los Estados Unidos, incluyen la placa en el exterior de la Mansión del Gobernador de Alaska promovida a través del programa de marcadores históricos de la Comisión del Centenario de Alaska, las marcas del Consejo Estatal de Marcadores Históricos en Florida, los marcadores colocados por varias agencias en Georgia (de los que una fuente menciona 3292 marcadores históricos diferentes) en Indiana, donde es ilegal crear un marcador histórico con el "formato estatal" sin obtener primero la aprobación oficial de la oficina histórica de ese estado, marcadores históricos en Kansas erigidos por la Sociedad Histórica de Kansas y por el Departamento de Transporte de Kansas, el Programa de marcadores históricos en las carreteras de Maryland, administrado por el Maryland Historical Trust, el Programa de marcadores históricos estatales de Nueva York (iniciado en 1926 para conmemorar el Sesquicentenario de la Revolución de las Trece Colonias), los marcadores históricos colocados desde 2008 en el Condado de Sussex, Nueva Jersey, los marcadores históricos de Nuevo México impresos en letras blancas sobre un fondo marrón junto al Departamento de Transporte, los marcadores históricos de Carolina del Norte (la Sección de Publicaciones Históricas de la Oficina de Archivos e Historia del estado publica una Guía de Marcadores Históricos de Carreteras de Carolina del Norte), los más de 1200 marcadores históricos de Ohio (todos ellos fabricados en un taller de Marietta (Ohio)), y más de 550 marcadores estatales oficiales en Wisconsin.

### Filipinas

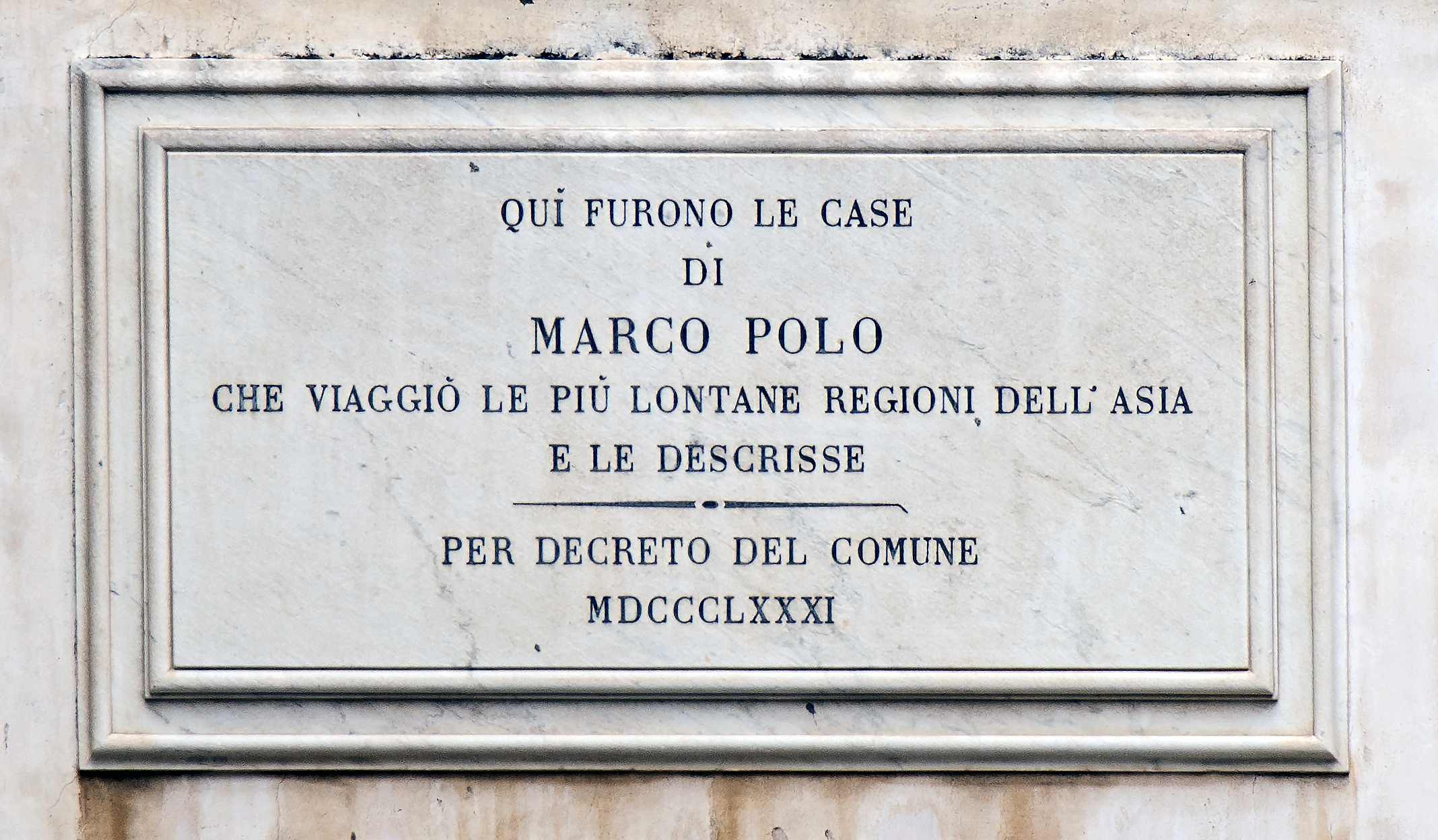
Placa de homenaje a Marco Polo

Los marcadores históricos (panandang pangkasaysayan en tagalo) son placas de hierro fundido instaladas por la Comisión Histórica Nacional de Filipinas en lugares históricamente relevantes del país. Esta práctica comenzó en 1933, con el predecesor del Comité de Marcadores e Investigación Histórica de Filipinas (NHCP), que inicialmente solo operó en Manila. Los primeros marcadores se colocaron en 1934.
Los marcadores tienen sus textos principalmente en tagalo, aunque también hay algunos en inglés, especialmente los instalados durante la ocupación estadounidense. Los marcadores en idiomas regionales como cebuano, ilocano y pampango, igualmente promovidos por la NHCP, también son habituales. Los marcadores se encuentran en todo el país, e incluso se han colocado algunos en otros países. Había más de 1500 marcadores hasta la década de 2020, y la mayoría se encuentran dentro de Luzón, especialmente en el área de la Gran Manila, lo que ha llevado al NHCP a instalar más marcadores en Bisayas y Mindanao, para favorecer su mayor inclusión en el relato histórico nacional.
Algunos marcadores individuales han generado intensas polémicas, como el que conmemora al presidente de Filipinas Ferdinand Marcos o el que recuerda el caso de las mujeres de consuelo durante la Segunda Guerra Mundial, que propició la protesta de la embajada japonesa. También ha habido algunos marcadores reemplazados por otros nuevos debido a información rectificada, robo o pérdida debido a guerras o desastres. Muchos marcadores de la era estadounidense resultaron destruidos o desaparecieron durante la Segunda Guerra Mundial.
Los municipios y ciudades locales también pueden instalar marcadores relativos a figuras y eventos de importancia local. Aunque pueden tener el permiso del NHCP, estos marcadores no pueden usar el escudo de Filipinas.

Marcadores históricos en Filipinas
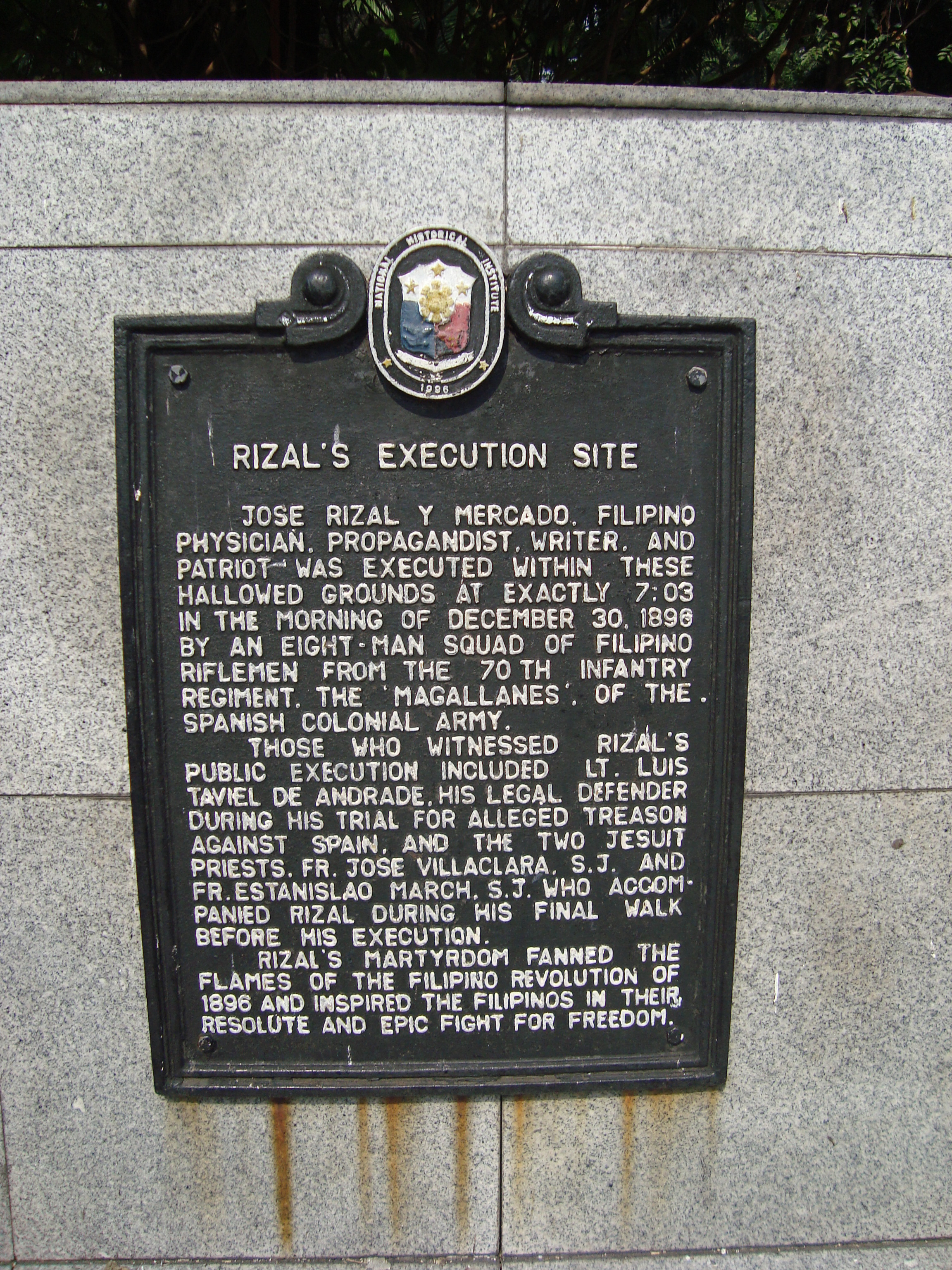
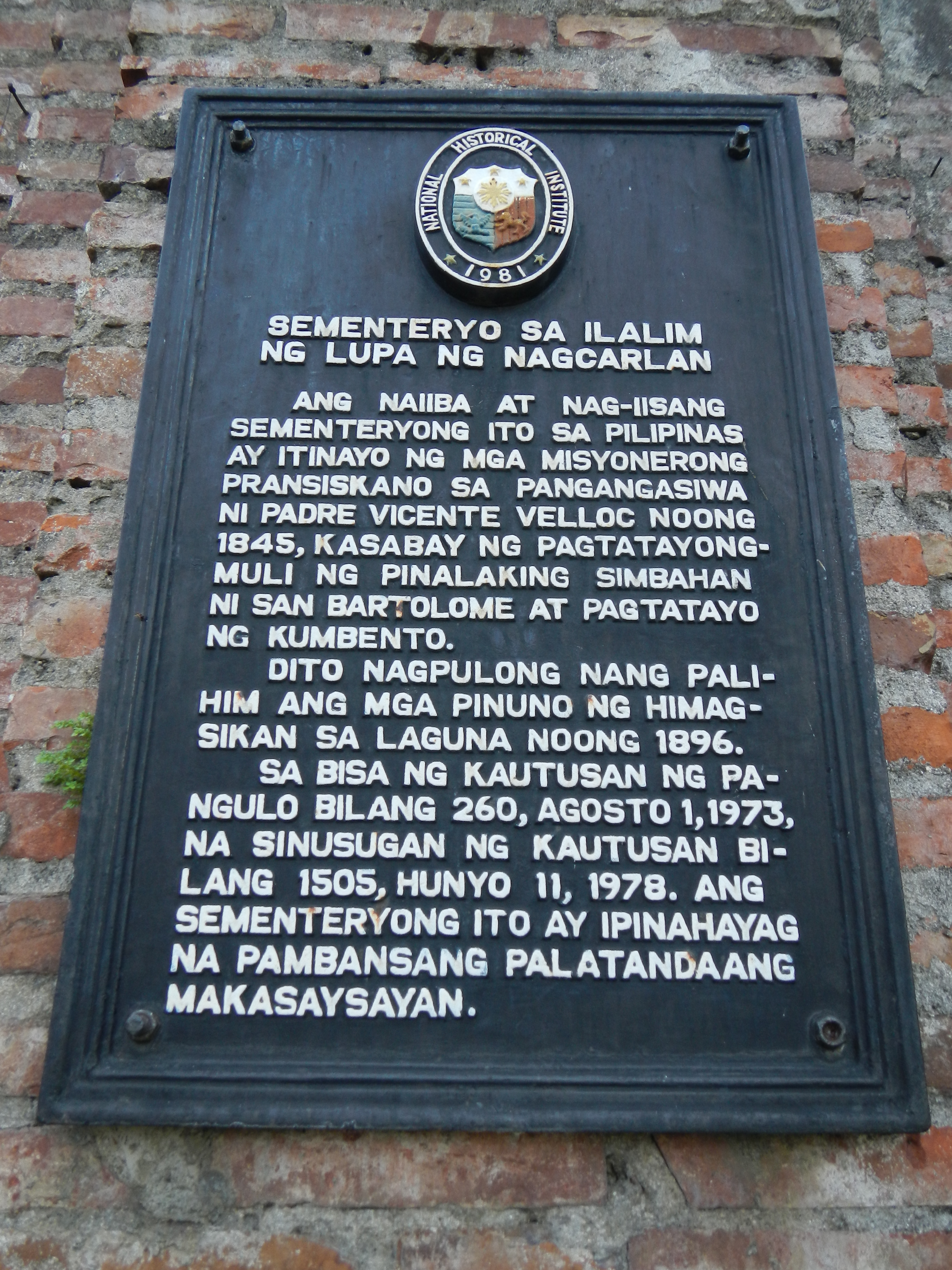
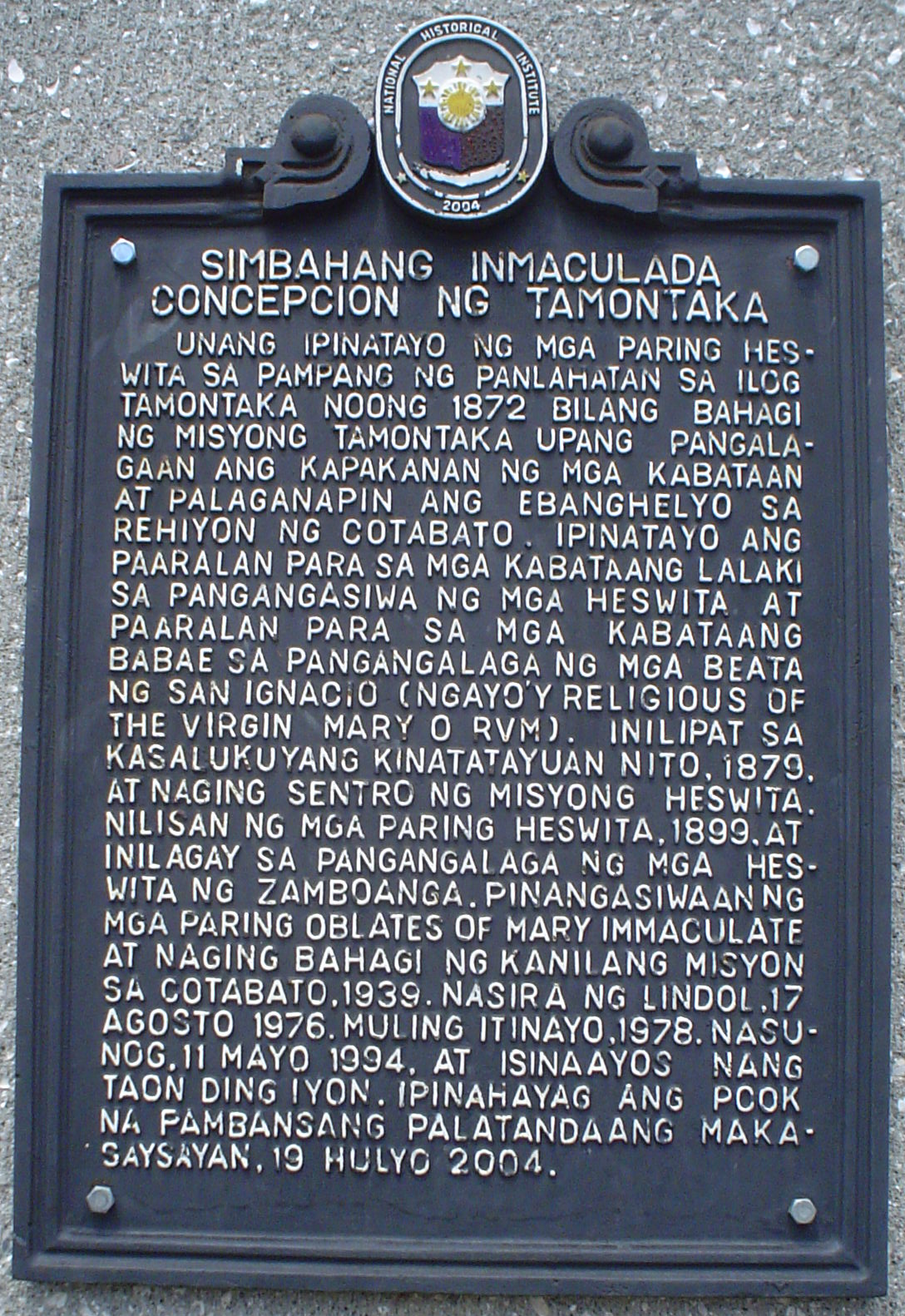
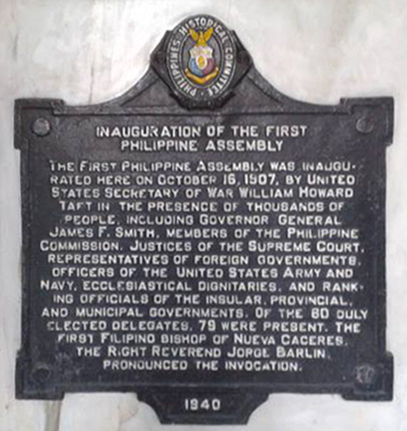
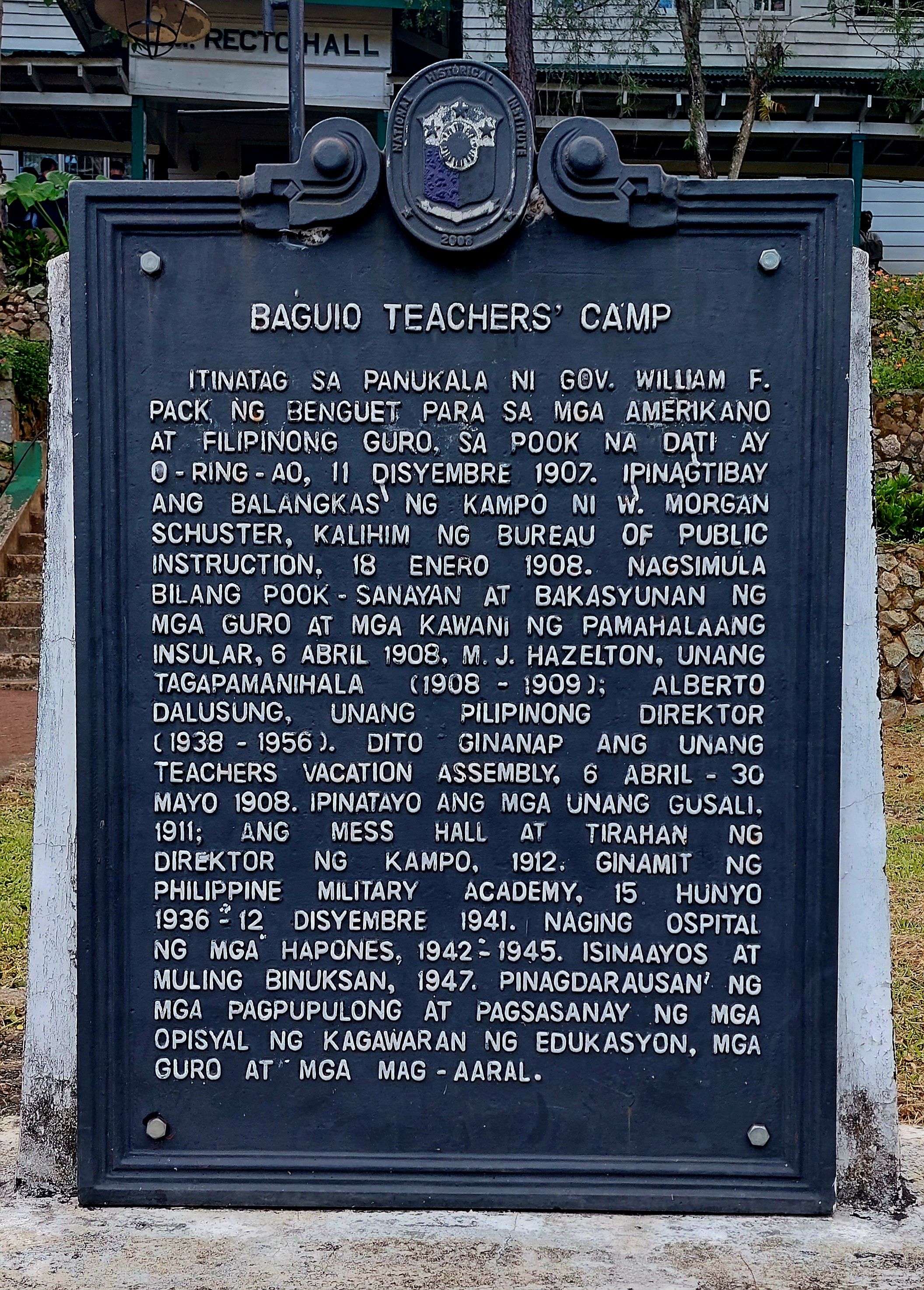
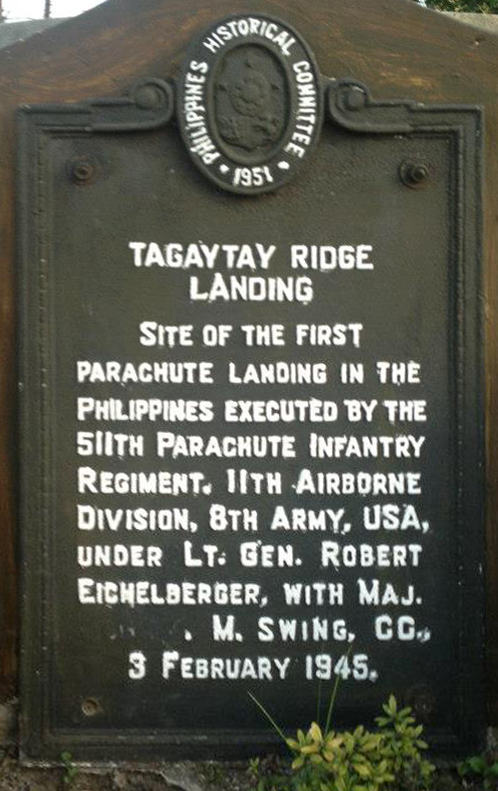

### Francia
En Francia se colocan placas para perpetuar la memoria de hechos remarcables en el lugar donde ocurrieron, tales como el nacimiento, la vida o la muerte de un personaje famoso; acciones brillante o hazañas de armas; inauguraciones; y masacres. También puede recordar brevemente, no un evento, sino la historia del lugar frente al que se coloca con carácter de memoria patrimonial. El artículo L. 451-3 del Código de Urbanismo garantiza la protección de las placas conmemorativas, incluido el caso de la demolición de un edificio que contiene una placa y la construcción de otro edificio en la misma ubicación.
En 2009, París tenía alrededor de mil placas conmemorativas vinculadas a la liberación de la ciudad en agosto de 1944. A menudo se colocan en el lugar donde los nazis mataron a los combatientes de la resistencia. Cada año, el 25 de agosto, el ayuntamiento de París coloca flores junto a estas placas. Se siguen inaugurando nuevas placas, por ejemplo, tras la muerte de excombatientes de la resistencia se instalan en la fachada del edificio donde vivían, previa autorización del propietario del edificio y votación en el Consejo de París.
|                                              |
| Retorno del capitán Dreyfus en Port Haliguen |

|                                           |
| Placa del artículo J'accuse de Émile Zola |

|                                            |
| Placa del vuelo de los Montgolfière, París |

|                                                 |
| Placa de la masacre de Castrum Vésulium en 1479 |

|                                              |
| Placa de la masacre del 8 de febrero de 1962 |

### Reino Unido

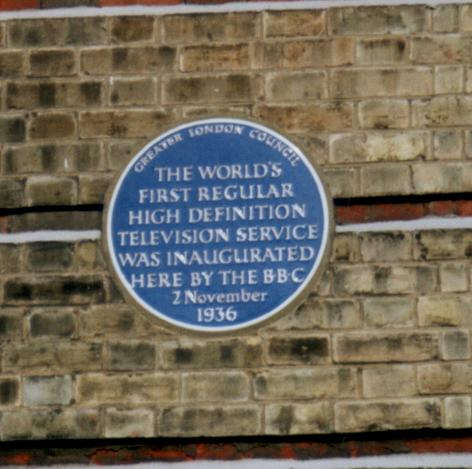
Esta placa azul del Consejo del Gran Londres instalada en Alexandra Palace, conmemora el lanzamiento de la BBC Television en 1936 en este lugar

Las placas azules son el tipo principal de indicadores conmemorativos existente en Inglaterra, lugar donde se originó este tipo de iniciativas. Un ejemplo es el sistema de placas azules gestionadas por English Heritage en Londres, aunque originalmente adoptaron distintas formas y colores. El National Trust también dispone de su propio sistema de marcadores similares.
Sin embargo, no todos los marcadores históricos en el Reino Unido son azules, y muchos no son de cerámica. Existen conjuntos de placas conmemorativas en Bath, Edimburgo, Brighton, Liverpool, Loughton y en otros lugares, algunos de los cuales difieren de la conocida placa azul. En Mánchester, se usan placas codificadas por colores de acuerdo con la ocupación de la persona homenajeada. La Dead Comics' Society instala placas azules para conmemorar las antiguas residencias de conocidos comediantes, como las de Sid James y John Le Mesurier. En 2003, el Borough de Londres de Southwark inició un plan de placas conmemorativas que incluía a personas vivas entre los homenajeados. Incluso en Londres, el Consejo de la Ciudad de Westminster gestiona un sistema de placas verdes que conviven con las placas azules administradas por English Heritage. Otras placas son gestionadas por sociedades cívicas, ayuntamientos o grupos de historia local, y a menudo, operan con criterios diferentes.
En Inglaterra, el sistema de placas azules de Londres, administrado por English Heritage, data de 1866 y se considera que es el más antiguo de su tipo en el mundo.
En todo el Reino Unido existe una gran variedad de otros tipos de placas conmemorativas, que suelen estar a cargo de los ayuntamientos o de organizaciones benéficas, que tienden a usar sus propios criterios para determinar si se debe colocar una placa o no. En el sitio web de English Heritage se encuentra disponible una lista de los sistemas de placas existentes en Inglaterra.
Después del Primera Guerra Mundial, las familias de los hombres y mujeres al servicio del Imperio Británico muertos durante el conflicto, recibieron una Placa Memorial de bronce. Las placas, de aproximadamente 125 milímetros (4,9 plg) de diámetro, fueron diseñadas por el eminente experto en escultura y medallística Edward Carter Preston.

### Rusia
En Rusia son muy abundantes las placas conmemorativas, en las que se recuerdan numerosos acontecimientos históricos y personajes relevantes del país. Existe una placa singular en el número 45 de la calle Karl Marx de la ciudad de Vorónezh, en la que se puede leer: 
"En esta casa vivió desde 2063 hasta 2065 S. V. Saveliev, el inventor de la máquina del tiempo"
Es de destacar que el mencionado Savelyev es un personaje de ciencia ficción, protagonista del relato "Paradoja del abuelo", del escritor Serguéi Guennádievich Ushenin. Esta original placa fue costeada por el propietario de la tienda de regalos ubicada en la casa, para lo que obtuvo el permiso de la Comisión de Patrimonio Cultural de la Administración de la ciudad.

Placas conmemorativas en Rusia
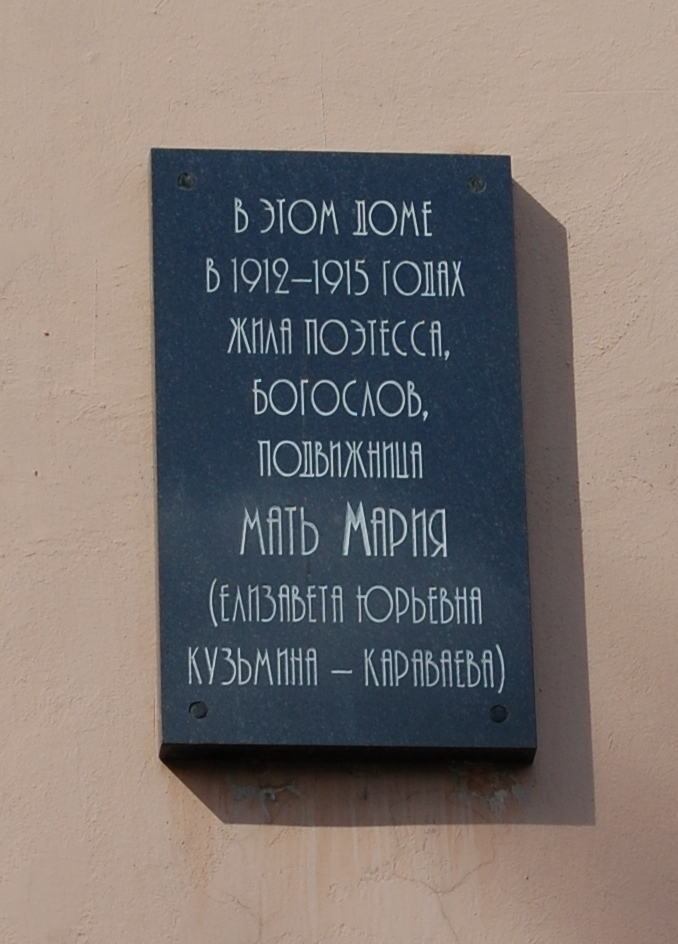
Maria Skobtsova
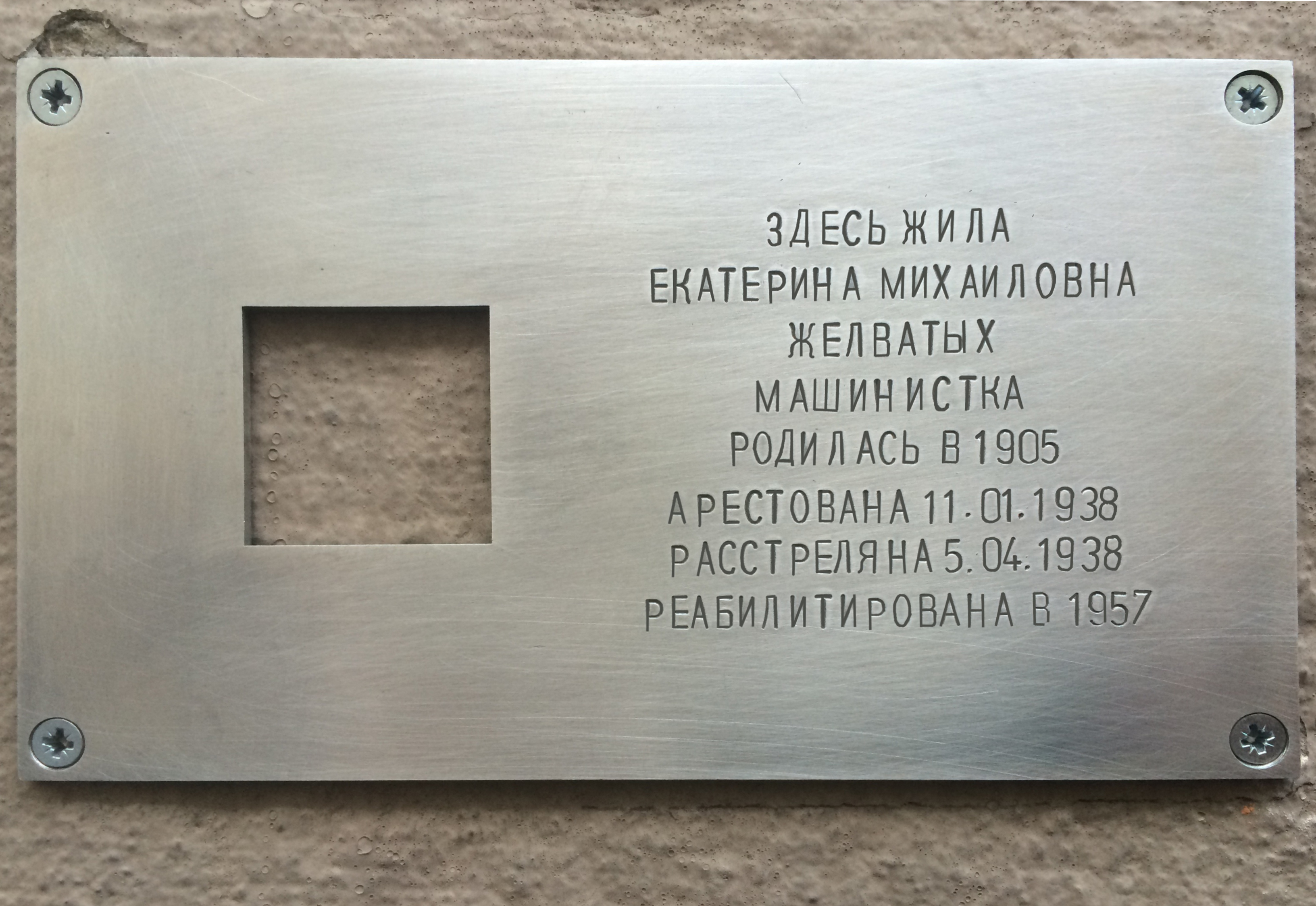
Represión política soviética

## Placa falsificada de Francis Drake en California
Una placa de bronce (o de latón) de 1579, realizada con motivo del desembarco de Francis Drake en la Bahía de California en nombre de la reina británica, históricamente documentada pero desaparecida, se recreó como una falsificación en 1933, y durante décadas se consideró como auténtica. Años después, se descubrió que G. Esdras Dane, un miembro de la E Clampus Vitus (una fraternidad dedicada a la preservación de la historia del oeste de los Estados Unidos) con cuatro amigos muy bien documentados, fabricaron la placa a partir de cero como una broma. La falsificación se filtró al historiador Herbert Eugene Bolton en 1936, quien la presentó como un hallazgo sensacional.
Hasta la década de 1970, se consideró una pieza genuina, a pesar de numerosas objeciones de peso. Se exhibió en la biblioteca de la Universidad de California, y se hicieron copias que se entregaron como presente en visitas de Estado.
Exámenes de la composición metalúrgica de la placa, de la pátina y de las marcas de procesamiento pusieron finalmente al descubierto la falsificación en la década de 1970.